# Liste von Landmaschinenherstellern
Die nachfolgende Liste verzeichnet marktrelevante oder ehemals marktrelevante Landmaschinenhersteller. Sie erhebt dabei keinen Anspruch auf Vollständigkeit.

## A
| Firma                          | Unternehmenssitz                      | Zeitraum des Bestehens                                                 | Produkte | Vorläuferunternehmen     | Nachfolgeunternehmen                                                                                                |
| ------------------------------ | ------------------------------------- | ---------------------------------------------------------------------- | --- | ------------------------ | --- |
| Abenaque Machine Works         | Westminster Station (USA)             | 1883–1915                                                              | Landmaschinen, Pumpstationen, Motoren, Traktoren, Sägereibedarf                                                                   |                          | |
| Advance-Rumely                 | LaPorte (USA)                         | 1853 bis 1931                                                          | Landmaschinen |                          | von Allis-Chalmers übernommen                                                                                       |
| Accord GmbH                    | Soest (Deutschland)                   | 1948 bis 1996                                                          | Landmaschinen |                          | Bestandteil von Kverneland                                                                                          |
| Aebi                           | Burgdorf BE (Schweiz)                 | seit 1883                                                              | Land- und Kommunalmaschinen |                          | Gehört zur Aebi Schmidt Group                                                                                       |
| Ag-Chem Europe                 | Grubbenvorst bei Venlo (NL)           | seit 1990                                                              | Selbstfahrer, Gülletechnik |                          | gehört zu AGCO |
| AGCO                           | Duluth (USA)                          | seit 1990                                                              | Traktoren, Landmaschinen | Deutz-Allis Corp.        | |
| AGCO GmbH                      | Feucht (Deutschland)                  | 1918 bis 1999                                                          | Grünlandtechnik |                          | Netagco Holding, 2004 bis 2010 Bestandteil von Argo, seit 2010 Bestandteil von AGCO                                 |
| Agrale                         | Caxias do Sul (Brasilien)             | seit 1962                                                              | Traktoren |                          | |
| AGRI FARM Maschinenbau         | Michelndorf / Tullnerfeld, Österreich | seit 1977                                                              | Bodenbearbeitung |                          | |
| Agrifac                        | Steenwijk, Niederlande                | seit 2008                                                              | Rübenroder, Feldspritzen (Selbstfahrer)                                                                                           | AMAC, Cebeco             | Bestandteil von Exel Industries                                                                                     |
| Agrimat                        | Bièvre, Belgien                       |                                                                        | Güllefässer, Miststreuer |                          | |
| Agrio                          | Křemže, Tschechien                    | seit 1993                                                              | Pflanzenschutztechnik, Selbstfahrer                                                                                               | abgespalten von Inuma    | |
| Agrisem                        | Ligne (Frankreich)                    | seit 1993                                                              | Bodenbearbeitung |                          | 2013 von Unia übernommen                                                                                            |
| Agrofart                       | Polen                                 |                                                                        | Feldspritzen (Selbstfahrer) |                          | |
| Agroland                       | Polen                                 | seit 2010                                                              | Bodenbearbeitung |                          | |
| AGROLINER Peter Kröger         | Rechterfeld (Deutschland)             | ca. 1970                                                               | Anhänger, Kipper |                          | |
| Agromash                       | Bobruisk, Belarus                     | ca. 1980                                                               | Anhänger, Miststreuer, Güllefässer, Pressen, Futtermischwagen                                                                     |                          | |
| Agromehanika                   | Slowenien                             | 1968                                                                   | Traktoren, Feldspritzen, Gebläsespritzen                                                                                          |                          | |
| Agromet                        | Polen                                 | 1952                                                                   | Miststreuer, Wiesenwalzen, Feldspritzen                                                                                           | übergegangen in Unia     | |
| Agromet Ejea                   | Spanien                               | 1993                                                                   | Scheibeneggen, Grubber |                          | |
| Agrometer                      | Grindsted, Dänemark                   | seit 1977                                                              | Gülletechnik |                          | |
| Agrostroj Pelhřimov            | Pelhřimov, Tschechien                 | seit 1886                                                              | Mähwerke, Mulcher, Stalldungstreuer                                                                                               |                          | |
| Akpil                          | Pilzno, Polen                         | seit 1975                                                              | Landmaschinen |                          | |
| Allgaier                       | Uhingen                               | seit 1906                                                              | Traktoren |                          | Porsche-Diesel Motorenbau                                                                                           |
| Allis-Chalmers                 | Milwaukee (USA)                       | 1901 bis 1985                                                          | Traktoren, Landmaschinen |                          | Deutz-Allis Corp. für Bereich Landmaschinen, inzw. AGCO                                                             |
| Alpego                         | Gambellara (Vicenza), Italien         | ca. 1950                                                               | Bodenbearbeitung |                          | |
| Altaiski Traktorny Sawod (ATS) | Rubzowsk, Russland                    | seit 1941                                                              | Traktoren |                          | |
| Ålö Holding AB                 | Brännland, Umeå (Schweden)            | seit 1946                                                              | Frontlader Trima & Quicke |                          | |
| AMAC                           | Steenwijk, Niederlande                | 1955–2008                                                              | Kartoffelroder, Rübenroder |                          | Agrifac |
| Amazone (Amazonen-Werke)       | Hasbergen (Deutschland)               | seit 1883                                                              | Bodenbearbeitung, Pflanzenschutztechnik, Sä- und Düngetechnik                                                                     |                          | |
| Amkodor                        | Weißrussland                          |                                                                        | Radlader, Traktoren |                          | |
| Annaburger Nutzfahrzeug GmbH   | Annaburg (Deutschland)                | seit 1883                                                              | Transportfahrzeuge, Güllefässer, Umladewagen, Abschiebewagen                                                                      | Impulsa Elsterwerda      | |
| Anzio                          |                                       |                                                                        | Güllefässer |                          | |
| AP Machinebouw                 | Rutten (Niederlande)                  |                                                                        | Silageschneidzangen, Beregnungsanlagen, GPS gesteuerte Erdbewegungsmaschinen, Leveller und Planiermaschinen                       |                          | |
| APV Technische Produkte GmbH   | Dallein (Österreich)                  | seit 1997                                                              | Streu- und Sätechnik, Bodenbearbeitung, Grünlandtechnik, Winterdienst                                                             |                          | |
| Arbos                          | Modena, Italien                       | seit 1896                                                              | Traktoren und Anbaugeräte |                          | |
| Arcusin                        | Vila-Sana – Lleida (Spanien)          |                                                                        | Ballensammelgeräte, Baumschüttelgeräte                                                                                            |                          | |
| ARECO Vandenende               | Borssele, Niederlande                 | eine Marke des Händlers Van Arendonk; produziert von Mullié Vandenende | Anhänger |                          | Van Arendonk wurde 2019 von Abemec bv übernommen (unklar ob die Marke noch existiert, siehe auch Mullié Vandenende) |
| ARGO S.p.a.                    | San Martino in Rio (Italien)          | seit 1988                                                              | Traktoren, Landmaschinen | Landini, McCormick u. a. | |
| Armasz                         | Polen                                 |                                                                        | Bodenbearbeitung |                          | |
| Artex                          | Redwood Falls, USA                    |                                                                        | Miststreuer, Anhänger, LKW Aufbauten                                                                                              |                          | |
| AS-Motor                       | Bühlertann (Deutschland)              | seit 1959                                                              | Hochgrasmäher, Wiesenmäher, Profi-Rasenmäher, Mulchmäher, Schlegelmäher, Kreiselmäher, Aufsitzmäher, RC-Mäher, Wildkrautentferner |                          | gehört zu AriensCo, USA                                                                                             |
| Asa-Lift                       | Sorø, Dänemark                        |                                                                        | Gemüsetechnik |                          | Grimme |
| Audureau                       | Frankreich                            |                                                                        | Futtermischwagen |                          | Kuhn Landmaschinen                                                                                                  |
| AVR (Unternehmen)              | Roeselare (Belgien)                   | seit 1849                                                              | Kartoffelroder, Fräsen |                          | |

## B
| Name                                             | Unternehmenssitz                 | Zeitraum des Bestehens                       | Produkte                                                                                       | Vorläuferunternehmen     | Nachfolgeunternehmen                                           |
| ------------------------------------------------ | -------------------------------- | -------------------------------------------- | ---------------------------------------------------------------------------------------------- | ------------------------ | -------------------------------------------------------------- |
| Baas-Trima                                       | (Deutschland)                    | bis 2004                                     | Frontlader                                                                                     |                          | Ålö Holding AB                                                 |
| Baertschi                                        | Hueswil, Schweiz                 | seit 1883                                    | Sämaschinen, Bodenbearbeitung                                                                  |                          |                                                                |
| Baldan                                           | Matão, Brasilien                 | seit 1928                                    | Bodenbearbeitungsgeräte                                                                        |                          |                                                                |
| Balzer Inc.                                      | Mountain Lake, USA               | seit etwa 1948                               | Güllefässer, Überladewagen, Mulcher                                                            |                          |                                                                |
| Henry Bamford & Sons                             | Uttoxeter, England               | 1871                                         | Grünland                                                                                       |                          |                                                                |
| Başak Traktör                                    | Arifiye (Türkei)                 |                                              | Traktoren                                                                                      |                          |                                                                |
| Baselier                                         | Steenbergen, Niederlande         | seit 1951                                    | Bodenbearbeitung, Kartoffeltechnik                                                             |                          |                                                                |
| Josef Bautz GmbH                                 | Saulgau (Deutschland)            | 1890 bis 1969                                | Traktoren, Erntemaschinen für Getreide und Heu wie Mähdrescher und Pressen                     |                          | Claas                                                          |
| BECO                                             | Vianen (Niederlande)             |                                              | Kipper, Palettengabeln, Baggerschaufeln                                                        |                          |                                                                |
| Maschinenfabrik Karl Becker GmbH                 | Wesertal (Deutschland)           | 1919 bis 1985                                | Bodenbearbeitung                                                                               |                          | Cormall Holding, ab 1997 Bestandteil von Kongskilde Industries |
| BEDNAR FMT                                       | Prag, Tschechische Republik      | 1997                                         | Bodenbearbeitung, Drillmaschinen, Hackmaschinen                                                | Strom                    |                                                                |
| Beinlich Landmaschinen                           | Ulmen (Deutschland)              | seit 1953                                    | Bewässerungstechnik                                                                            |                          |                                                                |
| Belrecolt                                        |                                  |                                              | Bodenbearbeitung                                                                               |                          | Kuhn                                                           |
| Benken                                           |                                  |                                              | Güllefässer                                                                                    |                          |                                                                |
| Ludwig Bergmann GmbH                             | Goldenstedt (Deutschland)        | seit 1896                                    | Düngetechnik, Grünlandtechnik                                                                  |                          |                                                                |
| Bernard van Lengerich (BvL)                      | Emsbüren (Deutschland)           | seit 1860                                    | Futtermischwagen, Einstreumaschinen                                                            |                          |                                                                |
| Berthoud agricole                                | Belleville sur Saône, Frankreich | seit 1895                                    | Feldspritzen                                                                                   |                          | Exel Industries                                                |
| Bertini                                          | Rosario, Argentinien             |                                              | Drillmaschinen                                                                                 |                          |                                                                |
| Beyne                                            | Ichtegem, Belgien                |                                              | Feldspritzen, Selbstfahrer, Scheibenegge                                                       |                          |                                                                |
| BCS                                              | Abbiategrasso (Italien)          |                                              | Traktoren                                                                                      |                          |                                                                |
| Bidell / Bidell Eberhardt                        | Günzburg, Deutschland            | seit 2014                                    | Feldspritzen, Mulcher, Bodenbearbeitungsgeräte, Anhänger, Forsttechnik, Gewichte, Gartengeräte |                          |                                                                |
| Bischoff Werke                                   | Recklinghausen, (Deutschland)    | 1951 bis 1954                                | Traktoren                                                                                      |                          |                                                                |
| Biso Schrattenecker (Biso)                       | Ort im Innkreis, (Österreich)    | seit 1936                                    | Erntevorsätze, Kippanhänger                                                                    |                          |                                                                |
| Bizon                                            | Polen                            |                                              | Mähdrescher                                                                                    |                          | New Holland                                                    |
| Bleinroth                                        | Barsinghausen                    | seit 1550 als Schmiede                       | Gemüseerntetechnik, Rübensammelbunker                                                          |                          |                                                                |
| BLT-Brendecke                                    | Nordstemmen-Rössing, Deutschland |                                              | Feldspritzen                                                                                   |                          |                                                                |
| BM Tractors                                      | Zocca (Italien)                  |                                              | Traktoren                                                                                      |                          |                                                                |
| Bodenbearbeitungsgerätewerk Leipzig (VEB)        | Leipzig (Deutschland)            | 1948 bis 1990                                | Feldspritzen, Bodenbearbeitung                                                                 | Unternehmen Rudolph Sack | BBG GmbH, ab 1999 Bestandteil der Amazonen-Werke               |
| Bogballe                                         | Uldum, Dänemark                  | seit 1934                                    | Düngerstreuer                                                                                  |                          |                                                                |
| FB Bossini                                       | Carpenedolo Brescia, Italien     | seit 1925                                    | Miststreuer, Güllefässer, Kipper                                                               |                          |                                                                |
| HANS BRANTNER & SOHN Fahrzeugbaugesellschaft mbH | Laa an der Thaya, Österreich     | ca. 1945                                     | Anhänger, Kipper, Miststreuer                                                                  |                          |                                                                |
| Brandiser Maschinen- und Apparatebau             | Brandis, Sachsen                 |                                              | Traktoren                                                                                      |                          |                                                                |
| Braud                                            | Coex (Frankreich)                | 1870 bis 1984                                | Erntetechnik, Traubenvollernter, Mähdrescher                                                   |                          | Bestandteil von Fiatagri                                       |
| Bräutigam Landtechnik                            | Gudensberg-Gleichen, Deutschland | seit 1987                                    | Pflanzenschutztechnik, Selbstfahrer                                                            |                          |                                                                |
| Bredal A/S                                       | Vejle Øst, Dänemark              | seit 1949                                    | Düngerstreuer, Dungstreuer                                                                     |                          |                                                                |
| Bremer Maschinenbau                              | Equord, Deutschland              | ca. 1920 als Schmiede, seit 1965 Landtechnik | Bodenbearbeitung                                                                               |                          |                                                                |
| Pflugfabrik Brenig                               | Bonn-Bad Godesberg, Deutschland  |                                              | Bodenbearbeitung, insbesondere Pflüge                                                          |                          |                                                                |
| Bressel und Lade Maschinenbau GmbH               | Visselhövede, Deutschland        | seit etwa 1955                               | Anbauwerkzeuge für Traktoren, Hof-, Rad- und Teleskoplader, sowie Gabelstapler                 |                          |                                                                |
| Breviglieri                                      | Nogara (Verona), Italien         | seit 1949                                    | Kreiseleggen, Fräsen                                                                           |                          |                                                                |
| Brimont                                          | Rethel (Frankreich)              |                                              | Kipper                                                                                         |                          | wurde 2009 von Arden Vérins übernommen                         |
| Briri (Riepenhausen)                             | Bawinkel, Deutschland            | etwa 1970                                    | Güllefässer, Miststreuer der Maschinenfabrik Kemper                                            |                          |                                                                |
| Lars Chr. Brix GmbH (Brix)                       | Mohrkirch, Deutschland           | seit 1975                                    | Bodenbearbeitung, insbesondere Scheibeneggen                                                   |                          |                                                                |
| Brockmüller                                      | Deutschland                      |                                              | Drillmaschinen                                                                                 |                          | Howard                                                         |
| BSA Duport (BSA) (Siegerland)                    | Dedemsvaart, Niederlande         | seit 1977                                    | Güllefässer                                                                                    |                          |                                                                |
| Bucher Industries AG                             | Niederweningen (Schweiz)         | seit 1807                                    | Bergtraktoren, Transporter                                                                     |                          | ab Mitte der 1980er Jahre keine Landmaschinen                  |
| Bugnot                                           | Frankreich                       | seit 1915                                    | Bodenbearbeitung                                                                               |                          |                                                                |
| Buhler Industries                                | Winnipeg, Manitoba, Kanada       | seit 1932                                    | Traktoren (Marken Farm King und Versatile)                                                     |                          | gehört seit 2007 zu Rostselmasch                               |

## C
| Name                                       | Unternehmenssitz                                  | Zeitraum des Bestehens | Produkte                                                                              | Vorläuferunternehmen                                                        | Nachfolgeunternehmen                                                                             |
| ------------------------------------------ | ------------------------------------------------- | ---------------------- | ------------------------------------------------------------------------------------- | --------------------------------------------------------------------------- | ------------------------------------------------------------------------------------------------ |
| Caffini                                    | Italien                                           | seit 1924              | Feldspritzen, Selbstfahrer                                                            |                                                                             |                                                                                                  |
| Cameco Industries                          | USA                                               |                        | Zuckerrohrernter, Traktoren                                                           |                                                                             | John Deere                                                                                       |
| Capello                                    | Italien                                           |                        | Erntevorsätze zum Mais dreschen                                                       |                                                                             |                                                                                                  |
| Carl Wolf (Anhängerbau)                    | Hennef-Sieg                                       |                        | Anhänger                                                                              |                                                                             | Fahrzeugbau Schumacher GmbH & Co.KG                                                              |
| Caron                                      | Pianezze (Italien)                                | seit 1960              | Transporter                                                                           |                                                                             |                                                                                                  |
| Antonio Carraro S.p.a.                     | Campodarsego, Italien                             | seit 1960              | Traktoren, Transporter                                                                |                                                                             |                                                                                                  |
| Carraro Agritalia                          | Rovigo, Italien                                   | seit 1977              | Traktoren                                                                             |                                                                             | gehört zur Carraro Group                                                                         |
| Caruelle-Nicolas                           | Saint Denis de l'Hôtel, Frankreich                |                        | Feldspritzen                                                                          |                                                                             | Exel Industries                                                                                  |
| Case Corporation                           | Racine (USA)                                      | 1842 bis 1984          | Traktoren, Landmaschinen, Sonstiges                                                   | 1967 bis 1996 gehörte Case zur Tenneco Inc. Texas                           | Case IH                                                                                          |
| Case IH                                    | Racine (USA)                                      | 1984 bis 1999          | Traktoren, Landmaschinen, Sonstiges                                                   | Case und International Harvester Company                                    | CNH Global                                                                                       |
| CNH Global                                 | Amsterdam (Niederlande)                           | 1999 bis 2013          | Traktoren, Landmaschinen, Sonstiges                                                   | Case IH und New Holland                                                     | CNH Industrial                                                                                   |
| CNH Industrial                             | Amsterdam (Niederlande)                           | seit 2013              | Traktoren, Landmaschinen                                                              | CNH Global                                                                  |                                                                                                  |
| Caterpillar                                | Peoria (USA)                                      | seit 1925              | Traktoren, Landmaschinen, Baumaschinen                                                | Zusammenschluss von Holt Man. Comp. und C. L. Best Tractor Co               | Mähdrescher gingen 1926 an Deere & Company; Traktoren gingen 2002 an AGCO (Challenger Equipment) |
| Cebeco                                     | Steenwijk, Niederlande                            | 1962–1994              | Feldspritzen                                                                          | Centraal Bureau                                                             | AMAC, daraus wiederum Agrifac                                                                    |
| Celikel Tarim                              | Konya, Türkei                                     | seit 1985              | Futtermischwagen, angebaute Maishäcksler                                              |                                                                             |                                                                                                  |
| Celli                                      | San Giovanni in Marignano, Italien                |                        | Bodenbearbeitung                                                                      |                                                                             |                                                                                                  |
| Chamberlain                                | Australien                                        | 1947–1970              | Traktoren, Bodenbearbeitung, Sämaschinen                                              |                                                                             | John Deere                                                                                       |
| Champion                                   | East Chicago (Indiana, USA)                       | 1881–ca. 1917          | Heupressen, Hebelpressen, Traktoren („Famous“)                                        |                                                                             |                                                                                                  |
| Champion                                   | Argo (Illinois, USA)                              | 1918–1920              | Traktoren                                                                             |                                                                             |                                                                                                  |
| Charkowski Traktorny Sawod (ChTS)          | Ukraine                                           | seit 1931              | Traktoren                                                                             |                                                                             |                                                                                                  |
| Charlier                                   | Vitry La Ville (Frankreich)                       | seit 1887              | Pflüge                                                                                |                                                                             |                                                                                                  |
| CHD Eefting                                | Ter Apel, Niederlande                             |                        | Feldspritzen                                                                          |                                                                             |                                                                                                  |
| Maschinenfabrik Cherson                    | Cherson (Ukraine)                                 | seit 1887              | Mähdrescher („Slavutich“ und „SKIF“), Mähwerke, Düngerstreuer                         |                                                                             |                                                                                                  |
| Claas                                      | Harsewinkel (Deutschland)                         | seit 1913              | Traktoren, Erntetechnik, Grünlandtechnik                                              |                                                                             |                                                                                                  |
| Claeys (später Clayson)                    | Zedelgem (Belgien)                                | 1906 bis 1964          | Landmaschinen, Mähdrescher                                                            |                                                                             | New Holland                                                                                      |
| Claydon                                    | Newmarket (Vereinigtes Königreich)                |                        | Direktsaatmaschinen, Bodenbearbeitung                                                 |                                                                             |                                                                                                  |
| Cleveland Tractor Company                  | Cleveland (Ohio, USA)                             | 1918 bis 1944          | Kettentraktoren                                                                       | Cleveland Motor Plow Company                                                | Oliver Corporation                                                                               |
| CMC (Construction Mécaniques Champenoises) | Épernay (Frankreich)                              |                        | selbstfahrende Schwader, Kipper, Feldhäcksler, Feldspritzen                           |                                                                             | Exel Industries                                                                                  |
| Cockshutt                                  | Brantford (Kanada)                                | 1877 bis 1962          | Landmaschinen, Traktoren                                                              |                                                                             | White Farm Equipment                                                                             |
| Colfra-Colle                               | Isenbruch, Deutschland                            | bis ca. 1990           | Güllefässer                                                                           |                                                                             |                                                                                                  |
| Concept Perugini                           | Meldola, Italien                                  |                        | Drillmaschinen, Mulcher, Fräsen, Kreiseleggen                                         |                                                                             |                                                                                                  |
| Conow Anhängerbau GmbH & Co. KG            | Feldberger Seenlandschaft, Mecklenburg-Vorpommern | seit 1994              | Anhänger, Ersatzteilversorgung HW 80 und diverser anderer Anhänger aus DDR-Produktion | Bauhof Fürstenhagen; Kooperation mit Kraftfahrzeugwerk „Ernst Grube“ Werdau |                                                                                                  |
| Cramer                                     | Leer, Deutschland                                 | seit 1875              | Kartoffellegemaschinen, Gartengeräte (heute nur noch letzteres)                       |                                                                             | wurde 2020 im Remarc GmbH umbenannt                                                              |
| Crosetto                                   | Marene, Italien                                   | seit 1936              | Güllefässer, Kipper, Anhänger                                                         |                                                                             |                                                                                                  |

## D

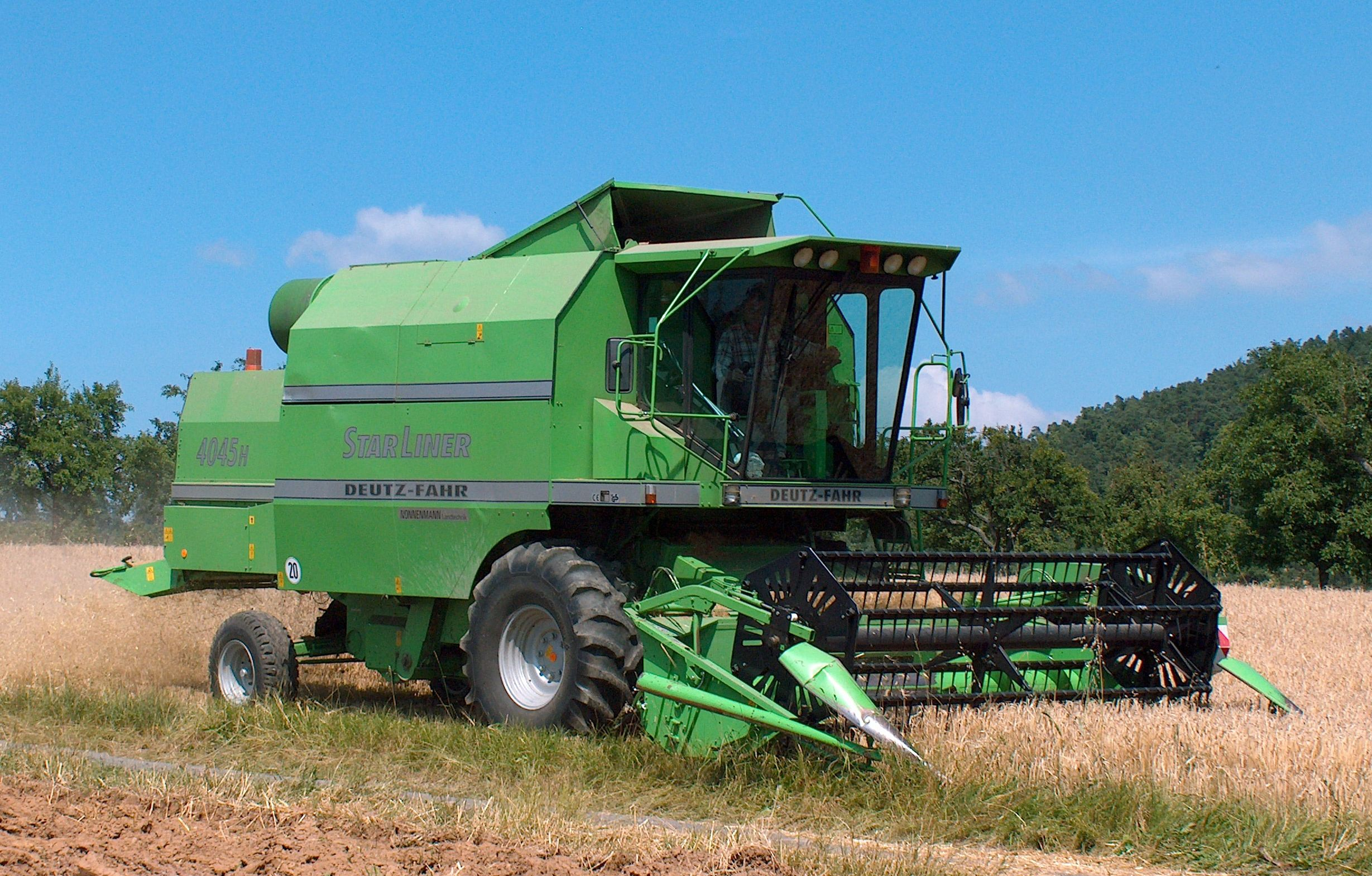
Mähdrescher

| Name                                           | Unternehmenssitz                       | Zeitraum des Bestehens                                | Produkte                                                   | Vorläuferunternehmen                            | Nachfolgeunternehmen                                             |
| ---------------------------------------------- | -------------------------------------- | ----------------------------------------------------- | ---------------------------------------------------------- | ----------------------------------------------- | ---------------------------------------------------------------- |
| Daimler                                        | Stuttgart                              | seit 2007                                             | Traktoren (Dieselschlepper OE, MB-trac, Unimog), Sonstiges | Benz & Cie., DaimlerChrysler sowie Daimler-Benz |                                                                  |
| Dal-Bo                                         | Randbøl, Dänemark                      | seit 1948                                             | Walzen, Packer                                             |                                                 |                                                                  |
| Dammann Maschinenbau                           | Buxtehude-Hedendorf, Deutschland       | seit 1979                                             | Feldspritzen                                               |                                                 |                                                                  |
| Dampfpflugbau Gatersleben (VEB)                | Gatersleben (Deutschland)              | 1946 bis 1952                                         | Landmaschinen                                              | A. Heucke                                       | Umstrukturiert zu VEB Baumaschinen Gatersleben                   |
| Danfoil                                        | Logstor, Dänemark                      | seit 1984                                             | Feldspritzen, Selbstfahrer                                 |                                                 |                                                                  |
| Dangreville                                    | Caulières, Frankreich                  |                                                       | Miststreuer, Kipper                                        |                                                 |                                                                  |
| David Brown (Unternehmen)                      | Meltham Mills (Vereinigtes Königreich) | 1929 bis 1972                                         | Traktoren, Anbaugeräte                                     |                                                 | Tenneco Inc. (Case)                                              |
| Daweke Maschinenbau                            | Warendorf, Deutschland                 | 2003 bis 2017                                         | Bodenbearbeitung                                           |                                                 | Liquidation 2017                                                 |
| Dechentreiter                                  | Bäumenheim (Deutschland)               | 1912 bis 1970                                         | Dreschmaschinen, Mähdrescher, Ladewagen                    |                                                 | Unternehmen Fendt ab 1970                                        |
| Deere & Company                                | Moline (USA)                           | seit 1837                                             | Traktoren, Landmaschinen, Sonstiges                        |                                                 |                                                                  |
| Degelman                                       | Regina (Saskatchewan) (Kanada)         | 1962                                                  | Strohstriegel, Steinsammler                                |                                                 |                                                                  |
| Friedrich Dehne                                | Halberstadt (Deutschland)              | 1856 bis 1974                                         | Landmaschinen, Sonstiges                                   |                                                 | VEB Landmaschinenbau Halberstadt                                 |
| Demmler Fahrzeugbau                            | Wertingen/Geratshofen, Deutschland     | ca. 1910                                              | Anhänger                                                   |                                                 |                                                                  |
| Deroo Constructie                              | Poperinge, Belgien                     | 1950er                                                | Anhänger                                                   |                                                 |                                                                  |
| Desvoys                                        | Landivy, Frankreich                    |                                                       | Mulchgeräte                                                |                                                 |                                                                  |
| Deutsche Traktoren Union                       | Stadtilm (Deutschland)                 | seit 2008                                             | Großtraktoren, Landmaschinen, Sonstiges                    |                                                 |                                                                  |
| Deutsche Werke AG / Deutsche Industriewerke AG | Berlin-Spandau (Deutschland)           | 1921 bis 1932                                         | Landmaschinen aller Art                                    |                                                 | AGCO GmbH                                                        |
| Deutz-Fahr AG                                  | Köln (Deutschland)                     | 1977 bis 1995                                         | Traktoren, Landmaschinen, Sonstiges                        | Klöckner-Humboldt-Deutz AG                      | Unternehmen SAME Deutz-Fahr                                      |
| Deutz-Fahr                                     | Lauingen (Deutschland)                 | seit 1927                                             | Traktoren, Erntetechnik, Grünlandtechnik bei Kverneland    |                                                 |                                                                  |
| DEWA                                           | Evergem – Belzele, Belgien             | seit 1938                                             | Kipper                                                     |                                                 |                                                                  |
| Dewulf                                         | Roeselare, Belgien                     | seit 1946                                             | Kartoffelroder, Karottenroder, Rübenroder                  |                                                 |                                                                  |
| Dexheimer                                      | Wallertheim, Deutschland               | ca. 1885, von 1967 bis 2012 eigenes Traktorenprogramm | Kleintraktoren                                             |                                                 |                                                                  |
| Dezeure                                        | Veurne, Belgien                        | seit 1947                                             | Transportanhänger                                          |                                                 |                                                                  |
| Diedam Fahrzeugwerke                           | Rietberg                               | 1950 bis 1980                                         | Anhänger                                                   |                                                 |                                                                  |
| Dickson                                        | Österreich                             |                                                       | Bodenbearbeitung                                           |                                                 |                                                                  |
| Doppstadt                                      | Velbert                                | seit 1965                                             | Spezialtraktoren, Umwelttechnik, Kommunaltechnik, Häcksler |                                                 |                                                                  |
| Doublet-Record                                 | Nykobing Mors (Dänemark)               | 1977 bis 2002                                         | Bodenbearbeitung                                           |                                                 | von He-Va übernommen                                             |
| Douven                                         | Horst, Niederlande                     |                                                       | Feldspritzen                                               |                                                 | seit 1997 Bestandteil von John Deere                             |
| Dowdeswell                                     | Southam (Vereinigtes Königreich)       | bis 2015                                              | Bodenbearbeitung                                           |                                                 | Nachfolgefirma Dowdeswell Parts Service Ltd. Insolvenz 2020      |
| Dronningborg                                   | Randers (Dänemark)                     | 1894 bis 1991                                         | Mähdrescher                                                |                                                 | seit 1991 Teil von Massey Ferguson und 1998 Bestandteil von AGCO |
| Dubex                                          | Stadskanaal, Niederlande               | 1953                                                  | Feldspritzen                                               |                                                 | 2021 von AP Machinebouw übernommen                               |
| Dücker                                         | Stadtlohn                              |                                                       | Mulchgeräte                                                |                                                 |                                                                  |
| Dutzi                                          | Waghäusel                              | 1904                                                  | Rototiller, Fräsen, Frontlockerer                          | RDZ DUTZI GmbH                                  | DUTZI Agrar Systeme GmbH                                         |
| Düvelsdorf                                     | Ottersberg (Verden)                    |                                                       | Arbeitsgeräte und Geräte für die Grünlandpflege            |                                                 |                                                                  |

## E
| Name                           | Unternehmenssitz                     | Zeitraum des Bestehens | Produkte                                                                               | Vorläuferunternehmen | Nachfolgeunternehmen                                                               |
| ------------------------------ | ------------------------------------ | ---------------------- | -------------------------------------------------------------------------------------- | -------------------- | ---------------------------------------------------------------------------------- |
| Pflugfabrik Gebrüder Eberhardt | Ulm (Deutschland)                    | 1854 bis 1980          | Bodenbearbeitung                                                                       |                      | Unternehmen Bidell, seit 1999 Mengele Agrartechnik, „Eberhardt-Programm“ läuft aus |
| Ebro (Fahrzeughersteller)      | Barcelona (Spanien)                  | 1954 bis 1986          | ehemaliger Traktorenhersteller                                                         |                      |                                                                                    |
| H. F. Eckert                   | Berlin-Lichtenberg (Deutschland)     | 1846 bis ca. 1942      | Landmaschinen, Sonstiges                                                               |                      |                                                                                    |
| Eck-Sicma                      | Landshut (Deutschland)               |                        | Bodenbearbeitung                                                                       |                      |                                                                                    |
| Ecoweeding                     | Markelo Niederlande                  |                        | Hackmaschinen                                                                          |                      |                                                                                    |
| EFF Greifschaufel              | Much-Hardt (Deutschland)             |                        | Silagebeissschaufeln                                                                   |                      |                                                                                    |
| Edenhall                       | Vallåkra (Schweden)                  |                        | gezogene Rübenroder                                                                    |                      |                                                                                    |
| Gebrüder Eicher                | Forstern (Deutschland)               | 1936 bis 1992          | Traktoren, Sonstiges                                                                   |                      | Konkurs                                                                            |
| Eisele                         | Sigmaringen (Deutschland)            | seit 1887              | Pumpen, Rührwerke, (bis 2015 Güllefässer)                                              |                      |                                                                                    |
| Einböck Landmaschinen          | Dorf an der Pram (Österreich)        | seit 1934              | Bodenbearbeitung                                                                       |                      |                                                                                    |
| ELHO                           | Pännäinen (Finnland)                 | seit 1968              | Ballenwickelgeräte, Schwader, Scheibenmäher, Steinsammler, Einstreugeräte, Mulchgeräte |                      |                                                                                    |
| Elibollar                      | Türkei                               |                        | Futtermischwagen                                                                       |                      |                                                                                    |
| Ellens Samon                   | Nagele, Niederlande                  |                        | Zwiebelerntemaschinen                                                                  |                      |                                                                                    |
| Engesa                         | São Paulo (Brasilien)                | 1963–1993              | Traktoren                                                                              |                      |                                                                                    |
| Ensinger                       | Michelstadt (Deutschland)            | 1948–1954              | Traktoren                                                                              |                      |                                                                                    |
| EURO-Jabelmann                 | Itterbeck                            |                        | Importeur diverser einfacher Maschinen, Vertrieb teils unter eigenem Namen             |                      |                                                                                    |
| EURO-P                         | Bad Schwartau (Deutschland)          | 1995                   | Hersteller von Güllepumpen, Güllemixern und Gülleseparatoren                           |                      |                                                                                    |
| ERO-Gerätebau                  | Simmern                              | 1965                   | Laubschneider, Traubenvollernter                                                       |                      |                                                                                    |
| Equalizer                      | Südafrika                            | 2000                   | Einzelkornsägeräte, Drillmaschinen                                                     |                      | seit 2023 Teil von LEMKEN                                                          |
| Escorts Group                  | Indien                               |                        | Traktoren, Mähdrescher, Bodenbearbeitung                                               |                      |                                                                                    |
| Evers                          | Almelo (Niederlande)                 | 1961                   | Bodenbearbeitung                                                                       |                      |                                                                                    |
| Evrard                         | Savigny-le-Temple Cedex (Frankreich) |                        | Feldspritzen                                                                           |                      | Exel Industries                                                                    |
| EYS GmbH                       | Lohne                                |                        | Gülletechnik                                                                           |                      |                                                                                    |

## F
| Name                                                                                                   | Unternehmenssitz                      | Zeitraum des Bestehens | Produkte | Vorläuferunternehmen                       | Nachfolgeunternehmen |
| --- | ------------------------------------- | ---------------------- | --- | ------------------------------------------ | --- |
| Faccia                                                                                                 | Venice, Italien                       |                        | Futtermischwagen, Selbstfahrer |                                            | |
| Fähse & Co.                                                                                            | Düren (Deutschland)                   |                        | Rübensämaschinen |                                            | Kverneland |
| Maschinenfabrik Fahr                                                                                   | Gottmadingen (Deutschland)            | 1870 bis 1977          | Traktoren, Mähdrescher, Grünland |                                            | Deutz-Fahr |
| Falc srl                                                                                               | Faenza (Italien)                      | seit 1960              | Mulcher, Spatenmaschinen |                                            | |
| Famarol                                                                                                | Slupsk, Polen                         |                        | Ballenpressen, Scheibeneggen |                                            | 2006 von Unia übernommen |
| Famous                                                                                                 | East Chicago (Indiana, USA)           | 1906–1912              | Traktoren |                                            | |
| Faresin Industries                                                                                     | Breganze (Italien)                    | seit 1973              | Futtermischwagen, Teleskoplader |                                            | |
| Farmax                                                                                                 | Dinkelland (Niederlande)              |                        | Bodenbearbeitung |                                            | |
| Farmet                                                                                                 | Ceska Skalica                         | 1992                   | Bodenbearbeitung |                                            | |
| FarmKing                                                                                               |                                       |                        | Bodenbearbeitung, Grünlandtechnik, Pflanzenschutztechnik                                                                                        |                                            | Tochter von Buhler Industries |
| Farmtech                                                                                               | Ljutomer (Slowenien)                  | 1954                   | Anhänger |                                            | |
| Farmtrac                                                                                               | Mragowo (Polen)                       | 2000                   | Kleintraktoren |                                            | Tochter der Escorts Group |
| Faun                                                                                                   | Nürnberg (Deutschland)                | 1917 bis 1990          | Traktoren |                                            | |
| Favorit Maschinenbau                                                                                   | Geseke (Deutschland)                  |                        | Güllefässer |                                            | |
| Feldklasse GmbH                                                                                        | Meerbusch (Deutschland)               | seit 2018              | Hackmaschinen, Präzisions-Hacktechnik | DULKS GmbH                                 | |
| Xaver Fendt                                                                                            | Marktoberdorf (Deutschland)           | 1937 bis 1997          | Traktoren, Erntetechnik, Grünlandtechnik |                                            | Bestandteil von AGCO |
| Feraboli                                                                                               | Cremona (Italien)                     | 1880                   | Rundballenpressen, Kreiseleggen |                                            | Teil von Maschio Gaspardo |
| Harry Ferguson Limited                                                                                 |                                       | 1933 bis 1954          | Traktoren, Landmaschinen |                                            | Massey Harris Ltd.; später Massey-Ferguson |
| Ferrari Traktoren                                                                                      | Abbiategrasso (Italien)               |                        | Traktoren |                                            | |
| Fiat S.p.A.                                                                                            | Turin (Italien)                       | 1919 bis 1984          | Traktoren, Landmaschinen, Sonstiges |                                            | Fiatagri |
| Fiatagri und Fiat Geotech                                                                              | Turin (Italien)                       | 1984 bis 1993          | Traktoren, Landmaschinen, Sonstiges | Fiat Trattori S.p.A                        | New Holland |
| Fimaks                                                                                                 | Türkei                                | seit 1975              | Futtermischwagen, Güllefässer, Anbauhäcksler, Miststreuer, Grünlandgeräte                                                                       |                                            | |
| Fiona Maschinenbau                                                                                     | Bogense (Dänemark)                    | bis 2013               | Sämaschinen |                                            | Nach Insolvenz 2014 aufgelöst. |
| Fliegl Fahrzeugbau, Fliegl Agrartechnik                                                                | Mühldorf am Inn (Deutschland)         | seit 1976              | Güllefässer, Kleingeräte, Anhänger, Kipper usw.                                                                                                 |                                            | |
| Flötzinger                                                                                             | Polling                               |                        | Frontladerwerkzeuge, Schneidwerkwagen |                                            | |
| Ford                                                                                                   | Dearborn (USA)                        | 1903 bis 1986          | Traktoren |                                            | Ford New Holland |
| Ford New Holland                                                                                       | Troy (USA)                            | 1986 bis 1990          | Traktoren, Landmaschinen | Ford Motor und New Holland Machine Company | New Holland |
| Kombinat Fortschritt Landmaschinen (VEB)                                                               | Neustadt/Sachsen (Deutschland)        | 1951 bis 1990          | Traktoren, Landmaschinen, Sonstiges | 5 ostsächsische Landmaschinenbetriebe      | Auflösung |
| Fortschritt Erntemaschinen Neustadt in Sachsen (VEB)                                                   | Neustadt/Sachsen (Deutschland)        | 1948 bis 2004          | Landmaschinen, Sonstiges | Hering-Werke                               | 1990 Fortschritt Erntemaschinen GmbH, ab 1997 Case Harvesting Systems |
| Fortuna Fahrzeugbau                                                                                    | Ochtrup (Deutschland)                 | seit 1946              | Muldenkipper, Schwerlastmuldenkipper, Dreiseitenkipper, Viehtransporter, Abschiebewagen, Hakenliftanhänger, LKW-Tieflader, LKW-Dreiseitenkipper |                                            | |
| Frandent                                                                                               | Italien                               |                        | Schwader, Kreiseleggen |                                            | |
| Fransgård                                                                                              | Farsø (Dänemark)                      | seit 1967              | Landmaschinen, Forstmaschinen, Wegebaumaschinen                                                                                                 |                                            | |
| Willi Fransen (Frasö)                                                                                  | Sörup                                 |                        | Düngerstreuer, Anhänger |                                            | |
| Fricke Landmaschinen                                                                                   | Heeslingen (Deutschland)              | seit 1923              | Komplettprogramm durch Importe aus Osteuropa, Ersatzteilgroß- und Einzelhandel                                                                  |                                            | |
| Friis Maskinfabrik A/S                                                                                 | Öster Lögum (Dänemark)                | bis 1997               | Ballenförderer |                                            | Anfang der neunziger an Cormall verkauft 1997 bei Cormall die Produktion eingestellt, Produktionslinien an Kongskilde verkauft Letzte Nachfolgegesellschaft Øster Løgum Ejendomsselskab A/S 2013 aufgelöst |
| Friedrich Steinkuhle (Fristein)                                                                        | Salzkotten                            |                        | Miststreuer, Anhängerbau |                                            | |
| Frost Maschinenbau GmbH (ehemals Gerhard Frost Maschinenfabrik GmbH & Co.) Tochtergesellschaft Iprotec | Friedewalde Petershagen (Deutschland) | 1946 bis 2007          | Bodenbearbeitung |                                            | Abteilung Bodenbearbeitung 2007 geschlossen (jetzt Ersatzteil- und Komponenten produktion) |
| Fuchs Landmaschinen                                                                                    | Mittelneufnach (Deutschland)          | seit 1970              | Güllefässer, Hoflader |                                            | |
| Fuhrmann Fahrzeuge                                                                                     | Steinebrunn (Österreich)              | seit 1858              | Anhänger, Anbaugeräte für den Weinbau |                                            | |

## G
| Name                                        | Unternehmenssitz                                 | Zeitraum des Bestehens | Produkte | Vorläuferunternehmen                      | Nachfolgeunternehmen                     |
| ------------------------------------------- | ------------------------------------------------ | ---------------------- | --- | ----------------------------------------- | ---------------------------------------- |
| Gaar-Scott                                  | Richmond (USA)                                   | 1842–1911              | Dampftraktoren, Lokomobile, Dampfmaschinen, Pumpen, „Tiger“-Farmgeräte |                                           | 1911 Fusion mit Rumely zu Advance-Rumely |
| Gafner Maschinenbau AG                      | Wald-Laupen (CH)                                 | seit 1985              | Mist- und Kompoststreuer, Aufbaustreuer, Anhängerstreuer |                                           |                                          |
| Gallignani S.p.a.                           | Russi (Italien)                                  | seit 1901              | Ballenpressen |                                           | gehört zu Kverneland                     |
| William Galloway Company                    | Waterloo (USA)                                   | 1905 bis 1917          | Bodenbearbeitung, Sä-, Pflanz- und Erntemaschinen, Brunnenbau, Brutkästen, Dekantierzentrifugen, Heuwender, Imkereibedarf, Lastenheber, Miststreuer, Motoren, Generatoren, Pumpen, Windmühlen, Fuhrwerke, Hand- und Pferdekarren samt Geschirr (auch Reitsättel), Highwheeler, Farmobile-Traktoren |                                           | The Galloway Company                     |
| Galucho                                     | S. Joao das Lampas (Portugal)                    | seit 1920              | Scheibeneggen, Anhänger, Walzen, Mulcher, Kleingeräte |                                           |                                          |
| Gaspardo                                    | Italien                                          | seit 1964              | Mähwerke, Bodenbearbeitung, Drillmaschinen, Mulcher, Pflanzenschutz |                                           |                                          |
| Gassner                                     | Aying (Deutschland)                              | seit ca. 1950          | Bodenbearbeitung |                                           |                                          |
| Gebo Landtechnik (Bottmersdorfer Gerätebau) | Groß Germersleben (Deutschland)                  |                        | Rübenreinigung, Bodenbearbeitung |                                           | Holmer Maschinenbau                      |
| Gehl Company                                | USA                                              | 1859                   | Hoflader, Grünlandtechnik, Miststreuer, Futtermischwagen, Feldhäcksler |                                           | gehört zur Manitou Group                 |
| Carl Geringhoff GmbH                        | Ahlen (Westfalen) (Deutschland)                  | seit 1880              | Erntevorsätze für die verschiedensten Fruchtarten weltweit |                                           |                                          |
| Gilles                                      | Walcourt (Belgien)                               |                        | Rübenerntetechnik |                                           |                                          |
| Gilibert                                    | Faramans (Frankreich)                            | 1950–2018              | Kipper, Streuwagen |                                           | gehörte zu Pichon                        |
| Gleaner                                     |                                                  |                        | Mähdrescher |                                           | gehört zu AGCO                           |
| Goldoni Keestrack S.r.l.                    | Migliarina di Carpi (Italien)                    | seit 1927              | Handgeführte Motorhacken, Klein- und Schmalspurtraktoren, kompakte Tracschlepper, Transporter, Einachstraktoren | Goldoni S.p.A.                            |                                          |
| Gomselmash                                  | Homel (Belarus)                                  |                        | unter der Marke „Palesse“: Mähdrescher, Feldhäcksler, Rübenroder, Kartoffelvollernter |                                           |                                          |
| Gourdon                                     | Aire-sur-Adour (Frankreich)                      |                        | Anhänger |                                           |                                          |
| Göweil                                      | Kirchschlag bei Linz (Österreich)                | seit 1988              | Ballenpressen, Ballenwickler, Frontladerwerkzeuge |                                           |                                          |
| Great Plains Manufacturing                  | Salina (Kanada)                                  |                        | Drillmaschinen, Bodenbearbeitung |                                           | seit 2016 Bestandteil von Kubota         |
| Greenland N.V.                              | Nieuw-Vennep (Niederlande)                       | 1981 bis 1998          | Grünlandtechnik | Vicon, PZ Zweegers, Rivere Cassalis u. a. | Kverneland                               |
| Grégoire-Besson                             | Montfaucon-Montigné (Frankreich)                 | seit 1802              | Bodenbearbeitung |                                           |                                          |
| Gremo                                       | Ätran (Schweden)                                 | seit 196X              | Forsttechnik | ursprünglich in Dänemark gegründet        |                                          |
| Grimme                                      | Damme (Deutschland)                              | seit 1861              | Kartoffelvollernter, Kartoffellegemaschinen, Dammfräsen, Rübenroder |                                           |                                          |
| Gruber                                      | Ampfing (Deutschland)                            | seit 1951              | Mähwerkvorsatz für Feldhäcksler |                                           |                                          |
| Gruber                                      | Gaspoltshofen (Österreich)                       | seit 1900              | Silo-, Mahl- und Mischanlagen, Maismühlen, Ganzkornsilage |                                           |                                          |
| Gruse                                       | Aerzen (Deutschland)                             | seit 1869              | Kartoffeltechnik |                                           |                                          |
| Güldner                                     | Aschaffenburg (Deutschland)                      | 1904 bis 1969          | Traktoren, Sonstiges |                                           | Übernahme durch Linde AG                 |
| Gutbrod                                     | Plochingen am Neckar und in Bübingen an der Saar |                        | Schlepper |                                           |                                          |
| Güttler GmbH                                | Kirchheim unter Teck (Deutschland)               | seit 1981              | Bodenbearbeitung insbesondere Walzen/Packer |                                           |                                          |

## H
| Name                                 | Unternehmenssitz                   | Zeitraum des Bestehens | Produkte                                                                                           | Vorläuferunternehmen | Nachfolgeunternehmen                                                         |
| ------------------------------------ | ---------------------------------- | ---------------------- | -------------------------------------------------------------------------------------------------- | -------------------- | ---------------------------------------------------------------------------- |
| Hadorn                               | Leimiswil (Schweiz)                |                        | Gülletechnik                                                                                       |                      |                                                                              |
| Hagedorn (Unternehmen)               | Warendorf (Deutschland)            | 1902 bis 1976          | Landmaschinen                                                                                      |                      | Konkurs                                                                      |
| Hagema                               | Bonn (Deutschland)                 | 1968 bis ?             | Bodenbearbeitung                                                                                   |                      |                                                                              |
| Hako                                 | Bad Oldesloe (Deutschland)         | seit 1948              | Kleintraktoren                                                                                     |                      |                                                                              |
| Hanomag                              | Hannover (Deutschland)             | 1871 bis 1989          | Traktoren (1912 bis 1970), Sonstiges                                                               |                      | 1989 Übernahme durch Komatsu (Baumaschinen)                                  |
| Hans Glas GmbH (Isaria)              | Pilsting, Dingolfing               |                        | Sämaschinen                                                                                        |                      | Übernahme durch Eicher                                                       |
| Harrywest                            | Prees, Vereinigtes Königreich      |                        | Miststreuer                                                                                        |                      |                                                                              |
| Hartvig Jensen & Co (Hardi)          | Golstrup (Dänemark)                | seit 1957              | Landmaschinen                                                                                      |                      | Seit 2000 Bestandteil der Auriga Holding, seit 2007 Teil von Exel Industries |
| Hassia Maschinenfabrik               | Butzbach (Deutschland)             | 1880 bis 1995          | Kartoffeltechnik                                                                                   |                      | Unternehmen Lemken                                                           |
| Motorenfabrik Hatz GmbH & Co. KG     | Ruhstorf an der Rott (Deutschland) | seit 1868              | Traktoren von 1953 bis 1964                                                                        |                      |                                                                              |
| Hatzenbichler                        | Österreich                         | 1952                   | Bodenbearbeitung, Striegel                                                                         |                      |                                                                              |
| Hauer Landtechnik                    | Statzendorf (Niederösterreich)     | 1932                   | Frontlader, Schneepflüge, Planierschilde                                                           |                      |                                                                              |
| HAWE-Wester                          | Wippingen (Emsland)                | seit 1959              | Überladewagen, Futtermischwagen, Miststreuer                                                       |                      |                                                                              |
| H.B.M.                               | Polch, Deutschland                 |                        | Güllefässer                                                                                        |                      |                                                                              |
| Heger                                | Mistelbach, Deutschland            |                        | Pflüge, Scheibeneggen                                                                              |                      | Gasselich                                                                    |
| He-Va                                | Nykobing mors                      | 1977                   | Bodenbearbeitung und Traktorenfronthubwerke                                                        |                      |                                                                              |
| HEKO                                 | Thalmassing, Deutschland           | seit 1993              | Bodenbearbeitung                                                                                   |                      |                                                                              |
| Herron Trailers                      | Castlewellan (Nordirland)          | seit 1989              | Anhänger, Güllefässer                                                                              |                      |                                                                              |
| Hesston Corporation                  | Hesston (USA)                      | seit 1947              | Landmaschinen                                                                                      |                      | Seit 1991 Bestandteil von AGCO                                               |
| A. Heucke                            | Gatersleben (Deutschland)          | 1886 bis 1946          | Dampfpflüge und Dampflokomobile                                                                    |                      | VEB Dampfpflugbau Gatersleben                                                |
| Hieble                               | Tapfheim                           | 1925                   | Bergtraktoren                                                                                      |                      |                                                                              |
| Hilken                               | Vorwert-Buchholz                   |                        | Anhänger, Miststreuer                                                                              |                      |                                                                              |
| Himel                                | Melchingen (Deutschland)           | 1954                   | Futtermischwagen, Strohmühlen, Pelletierung, Getreidesysteme, Mahl- und Mischsysteme, Lagersysteme |                      |                                                                              |
| Hoegen-Dijkhof                       | Niederlande                        |                        | Feldspritzen                                                                                       |                      | gehörte zu Sieger-HD                                                         |
| Holaras, Hoopman Machines            | Aalten                             | seit 1911              | Futtermischwagen, Kleingeräte, Einstreumaschinen, Zwiebelerntetechnik                              |                      |                                                                              |
| Holmer Maschinenbau GmbH             | Schierling (Deutschland)           | seit 1973              | Rübenroder, Lademäuse, Traktoren                                                                   |                      | Exel Industries                                                              |
| HORSCH LEEB Application Systems GmbH | Landau an der Isar (Deutschland)   | seit 2011              | Spritzen, Selbstfahrer                                                                             |                      |                                                                              |
| Horsch Maschinen GmbH                | Schwandorf (Deutschland)           | seit 1980              | Bodenbearbeitung, Aussaat                                                                          |                      |                                                                              |
| Househam                             | England                            |                        | Feldspritzen                                                                                       |                      |                                                                              |
| Howard                               | Wesertal (Deutschland)             | seit 1919              | Bodenbearbeitung                                                                                   |                      | Kongskilde Industries Gruppe                                                 |
| HPR Landtechnik                      | Rhede, Deutschland                 |                        | Gülletechnik                                                                                       |                      |                                                                              |
| Hugo Vogelsang Maschinenbau          | Essen (Oldenburg) (Deutschland)    | seit 1929              | Gülleausbringtechnik                                                                               |                      |                                                                              |
| Hufgard                              | Hösbach-Rottenberg                 |                        | Kalkstreuer                                                                                        |                      |                                                                              |
| Hürlimann (Traktor)                  | Wil (Schweiz)                      | 1929 bis 1981          | Traktoren                                                                                          |                      | Unternehmen SAME                                                             |
| Hustler Equipment                    | Hastings (Neuseeland)              | 1961                   | Ballengabeln, Rundballenabwickler, Feldspritzen                                                    |                      |                                                                              |
| Hydrac                               | Österreich                         | 1966                   | Frontlader, Schneepflüge                                                                           |                      |                                                                              |
| Hydrometal                           | Polen                              | 1998                   | Frontlader                                                                                         |                      |                                                                              |

## I
| Name                                                        | Unternehmenssitz                     | Zeitraum des Bestehens        | Produkte | Vorläuferunternehmen              | Nachfolgeunternehmen               |
| ----------------------------------------------------------- | ------------------------------------ | ----------------------------- | --- | --------------------------------- | ---------------------------------- |
| IMAC                                                        |                                      |                               | Kartoffelroder |                                   |                                    |
| Imants                                                      | Reusel Niederlande                   | 1885                          | Spatenmaschinen |                                   |                                    |
| IMT                                                         | Belgrad, Serbien                     | 1947 bis 2018                 | Traktoren und Anbaugeräte |                                   | 2018 von TAFE übernommen           |
| Kombinat Impulsa Elsterwerda (VEB)                          | Elsterwerda (Deutschland)            | 1970 bis 1978                 | Landmaschinen, Sonstiges | mehrere Landmaschinenhersteller   | Kombinat Fortschritt Landmaschinen |
| Industrieverband Fahrzeugbau (IFA)                          | DDR                                  |                               | landwirtschaftliche LKW (W50, L60), Traktoren |                                   |                                    |
| International Harvester (IHC)                               | Chicago (USA)                        | 1902 bis 1984                 | Traktoren, Landmaschinen, Sonstiges | Unternehmen McCormick und Deering | Case IH                            |
| Inter-Tech                                                  | Zambrów, Polen                       |                               | Frontlader, Frontladeranbaugeräte, Schneepflüge, Fronthubwerke |                                   |                                    |
| Intrac Hoflader, (nicht zu verwechseln Deutz-Modell Intrac) | Aurachtal – Münchaurach, Deutschland | seit 1885, Hoflader seit 2004 | Hoflader |                                   |                                    |
| Inuma                                                       | Aschara, Deutschland                 | bis 31. Januar 2016           | Pflanzenschutz, Selbstfahrer |                                   |                                    |
| Ipsam                                                       | Essen, Belgien                       | 1952 bis 2022                 | Güllefässer |                                   |                                    |
| Irum                                                        | Reghin (Rumänien)                    |                               | Traktoren |                                   |                                    |
| Iseki Nōki                                                  | Matsuyama                            | 1936                          | Kommunaltraktoren, Einachsschlepper, Spezialmaschinen für die Reisproduktion, Pflanzenaufzuchtsysteme, Reispflanzautomaten, Reismähdrescher, Trocknungsanlagen, Silosysteme | Iseki Farm Implement Trading Co.  |                                    |

## J
| Name                                          | Unternehmenssitz                  | Zeitraum des Bestehens              | Produkte                                                                                 | Vorläuferunternehmen | Nachfolgeunternehmen                                                  |
| --------------------------------------------- | --------------------------------- | ----------------------------------- | ---------------------------------------------------------------------------------------- | -------------------- | --------------------------------------------------------------------- |
| J & M Manufacturing Co                        | Fort Recovery, Ohio, USA          |                                     | Überladewagen, Bodenbearbeitungsgeräte                                                   |                      |                                                                       |
| Jaylor                                        | East Garafraxa, Kanada            |                                     | Futtermischwagen                                                                         |                      |                                                                       |
| Jacoby Pflanzenschutz                         | Hetzerath (Deutschland)           | 1904 bis 2005                       | Feldspritzen                                                                             |                      | Lemken                                                                |
| Jacto                                         | Pompeia, Brasilien                | etwa 1950                           | Kaffee- und Zuckerrohrernter, Feldspritzen (Selbstfahrer)                                |                      |                                                                       |
| JAKO                                          | Kootwijkerbroek, Niederlande      | seit 1966                           | Güllefässer, Kipper, Grünlandgeröte                                                      |                      |                                                                       |
| JCB Ltd. (Joseph Cyril Bamford)               | Rocester (Vereinigtes Königreich) | seit 1954                           | Teleskoplader, Geräteträger, Traktoren, Radlader                                         |                      |                                                                       |
| Jeantil                                       | Frankreich                        | Anfang des zwanzigsten Jahrhunderts | Miststreuer, Futtermischwagen, Einstreugeräte, Anhänger, Güllefässer, Komposttechnik     |                      |                                                                       |
| Jenz                                          | Petershagen (Deutschland)         | seit 1921                           | Holzhacker, früher Anhänger                                                              |                      |                                                                       |
| Jeulin                                        | Villebarou, Frankreich            |                                     | Futtermischwagen, Miststreuer, Einstreugeräte                                            |                      |                                                                       |
| Jinma                                         | China                             | seit 1959                           | Kleintraktoren                                                                           |                      |                                                                       |
| Jens Feudendahl (JF)                          | Sønderborg (Dänemark)             | 1951 bis 2011                       | Grünlanderntetechnik, Miststreuer                                                        |                      | Bestandteil von Kongskilde Industries, 2015 Schließung des Standortes |
| JLG Industries                                |                                   | seit 1970                           | Teleskoplader                                                                            |                      | gehört zu Oshkosh                                                     |
| JO-BA (Maschinenbau)                          | Bassum, Deutschland               | 1972 bis ca. 1989                   | Güllefässer, Stalleinrichtung                                                            |                      |                                                                       |
| John Deere                                    | Moline (Vereinigte Staaten)       | seit 1837                           | Traktoren, Erntemaschinen, Bodenbearbeitung                                              |                      |                                                                       |
| Joskin                                        | Soumagne (Belgien)                | seit 1968                           | Landmaschinenwerkstatt, Güllefässer, Anhänger, Viehtransporter, Weidepflege, Miststreuer |                      |                                                                       |
| Juko                                          | Schweden                          |                                     |                                                                                          |                      | Kongskilde Industries                                                 |
| Junkkari                                      | Finnland                          |                                     | Sätechnik                                                                                |                      |                                                                       |
| Juschny Maschinostroitelny Sawod (Juschmasch) | Ukraine                           | seit 1953                           | Traktoren, Militärtechnik                                                                |                      |                                                                       |
| Junkarri MSK group                            | Ylihärmä (Finnland)               | seit 1950                           | Anhänger, Forsttechnik, Drillmaschinen                                                   |                      |                                                                       |
| Jympa                                         | Castellserà, Lleida, Spanien      |                                     | Bodenbearbeitung, Miststreuer                                                            |                      |                                                                       |

## K
| Name                                                 | Unternehmenssitz                      | Zeitraum des Bestehens                   | Produkte                                                       | Vorläuferunternehmen | Nachfolgeunternehmen                                               |
| ---------------------------------------------------- | ------------------------------------- | ---------------------------------------- | -------------------------------------------------------------- | -------------------- | ------------------------------------------------------------------ |
| Kalio                                                | Salzbergen                            | seit 2013                                | Bodenbearbeitung                                               |                      |                                                                    |
| Kane Trailers                                        | Ballynahinch (Vereinigtes Königreich) | seit 1969                                | Anhänger                                                       |                      |                                                                    |
| Kaweco                                               | Niederlande                           |                                          | Güllefässer, Silowagen                                         |                      |                                                                    |
| Kärcher Municipal GmbH                               | Reutlingen (Deutschland)              | seit 1888                                | Traktoren, Kommunalfahrzeuge                                   | Max Holder GmbH      |                                                                    |
| Keenan                                               | Co. Carlow (Irland)                   |                                          | Futtermischwagen                                               |                      |                                                                    |
| Keibel Maschinenbau                                  | Bad Essen (Deutschland)               |                                          | Ladewagen                                                      |                      |                                                                    |
| Kelland                                              | (Vereinigtes Königreich)              | bis 2017                                 | Pflanzenschutztechnik                                          |                      | Bestandteil McConnell/Alamo Group                                  |
| Kelley Manufacturing Co. (KMC)                       | Tifton (USA)                          |                                          | Bodenbearbeitung, Überladewagen                                |                      |                                                                    |
| J. Kemna                                             | Breslau (damals Deutschland)          | 1867 bis 1945                            | Traktoren, Landmaschinen, Sonstiges                            |                      | FADROMA Wrocław                                                    |
| Maschinenfabrik Kemper                               | Stadtlohn (Deutschland)               | seit 1908                                | Miststreuer, Erntevorsätze                                     |                      | seit 1997 Bestandteil von Deere & Company                          |
| Kerner Maschinenbau                                  | Aislingen (Deutschland)               | seit 1990                                | Anbaugeräte zur Bodenbearbeitung und Saatbettbereitung         |                      |                                                                    |
| Kerscher (Landtechnik)                               | Bubach                                | seit 1994                                | Anhänger                                                       |                      |                                                                    |
| Kioti                                                | Südkorea                              | seit 1947                                | Kleintraktoren                                                 |                      |                                                                    |
| Kinze Manufacturing                                  | Williamsburg, Iowa (USA)              | seit 1965                                | Sätechnik, Überladewagen                                       |                      |                                                                    |
| Kirowwerk                                            | Sankt Petersburg (Russland)           | seit 1789, Traktorenproduktion seit 1924 | Traktoren                                                      |                      |                                                                    |
| Kirchner                                             | Statzendorf, Österreich               | bis 2018                                 | Gülletechnik, Miststreuer, Silagewagen                         |                      | Produktion 2018 eingestellt                                        |
| Kischinjowski Traktorny Sawod (KTS)                  | Chișinău (Moldawien)                  | 1945 bis 2008                            | Kettentraktoren                                                |                      |                                                                    |
| Kleine                                               | Salzkotten (Deutschland)              | 1947 bis 1998                            | Erntemaschinen, Rübenroder                                     |                      | Bestandteil der Agrimac-Holding, seit 2012 Grimme, 2016 Schließung |
| Klöckner-Humboldt-Deutz AG                           | Köln (Deutschland)                    | seit 1872                                | Traktoren, Landmaschinen, Sonstiges                            |                      | SAME Deutz-Fahr ab 1995 für den Bereich Agrartechnik               |
| Knight Farm Machinery                                | Oakham (Vereinigtes Königreich)       |                                          | Feldspritzen                                                   |                      |                                                                    |
| Knies Fahrzeugbau                                    | Bösel (Deutschland)                   |                                          | Anhänger                                                       |                      |                                                                    |
| Knoche Maschinenbau GmbH                             | Bad Nenndorf (Deutschland)            |                                          | Bodenbearbeitung                                               |                      |                                                                    |
| Kock & Sohn                                          | Hopsten                               |                                          | Kupplungen für Zwillingsräder, Frontladerwerkzeuge             |                      |                                                                    |
| Köckeis – Richard Köckeis                            | 3441 Judenau (Österreich)             | seit 1861                                | Räderbau, Verstellfelgen                                       |                      |                                                                    |
| Köckerling                                           | Verl (Deutschland)                    | seit 1955                                | Bodenbearbeitung                                               |                      |                                                                    |
| Ködel & Böhm (KÖLA)                                  | Lauingen (Deutschland)                | 1870 bis 1969                            | Mähdrescher, Strohpressen                                      |                      | Klöckner-Humboldt-Deutz AG                                         |
| Kögel (Fahrzeugbau)                                  | Burtenbach (Deutschland)              | seit 1934                                | Anhänger                                                       |                      | Teil von Humbaur                                                   |
| Kongskilde Industries                                | Sorø (Dänemark)                       | seit 1949                                | Bodenbearbeitung                                               |                      | seit 2016 Bestandteil von CNH Industrial                           |
| Köppl                                                | Saldenburg (Deutschland)              | seit 1896                                | Einachsschlepper, Anbaugeräte                                  |                      |                                                                    |
| Kotschenreuter                                       | Wallenfels                            |                                          | Forsttraktoren                                                 |                      |                                                                    |
| Kotte Landtechnik                                    | Rieste (Deutschland)                  | seit 1892                                | Güllefässer, Bodenbearbeitung                                  |                      |                                                                    |
| Kramer                                               | Pfullendorf (Deutschland)             | seit 1918                                | Traktorenhersteller, heute Radlader                            |                      | Teil von Wacker Neuson                                             |
| Krampe (Fahrzeugbau)                                 | Coesfeld/Flamschen (Deutschland)      | seit 1981                                | Anhänger, Kipper                                               |                      |                                                                    |
| Krause Corporation                                   | Hutchinson, Kansas (USA)              |                                          | Bodenbearbeitung                                               |                      | Kuhn                                                               |
| Kress                                                | Vaihingen an der Enz (Deutschland)    | seit 1985                                | Hackmaschinen                                                  |                      | 2012 ümbenannt in K.U.L.T. Kress Umweltschonende Landtechnik GmbH  |
| Krieger                                              | Rhodt unter Rietburg                  | seit 1949                                | Kleintraktoren                                                 |                      | Insolvenz 2015                                                     |
| Peter Kröger GmbH                                    | Visbek-Rechterfeld                    | seit 1958                                | Transporttechnik                                               |                      |                                                                    |
| Maschinenfabrik Bernard Krone, Bernard Krone Holding | Spelle (Deutschland)                  | seit 1906                                | Grünlandtechnik                                                |                      |                                                                    |
| Kronos (Landtechnik)                                 | Kronoby (Finnland)                    | 1920                                     | Spatenmaschinen, Forsttechnik                                  |                      |                                                                    |
| Krukowiak                                            | Brześć Kujawski (Polen)               | seit 1987                                | Feldspritzen, Roder                                            |                      |                                                                    |
| Kubota                                               | Osaka (Japan)                         | seit 1890                                | Traktoren, Kleintraktoren, Mähdrescher, Bagger                 |                      |                                                                    |
| Kuhn                                                 | Saverne (Frankreich)                  | seit 1864                                | Bodenbearbeitung                                               |                      | seit 1946 Bestandteil von Bucher Industries                        |
| Kuhn-Blanchard                                       | Saverne (Frankreich)                  | seit 1864                                | Pflanzenschutztechnik                                          |                      |                                                                    |
| Kuhn-Huard                                           | Saverne (Frankreich)                  | seit 1864                                | Bodenbearbeitung                                               |                      |                                                                    |
| Kŭmsŏng-Traktorenwerk                                | Kŭmsŏng (Nordkorea)                   | seit 1958                                | Traktoren, Landmaschinen                                       |                      |                                                                    |
| Kuxmann                                              | Bielefeld (Deutschland)               | seit 1895                                | Kartoffelroder, Kalkstreuer, Großflächenstreuer, Düngerstreuer |                      |                                                                    |
| Kverneland                                           | Kvernaland (Norwegen)                 | seit 1879                                | Bodenbearbeitung                                               |                      | seit 2011 Bestandteil von Kubota                                   |
| Kyffhäuserhütte Artern                               | Artern (Deutschland)                  | 1881 bis 1990                            | Traktoren, Landmaschinen, Sonstiges                            |                      | Auflösung                                                          |

## L

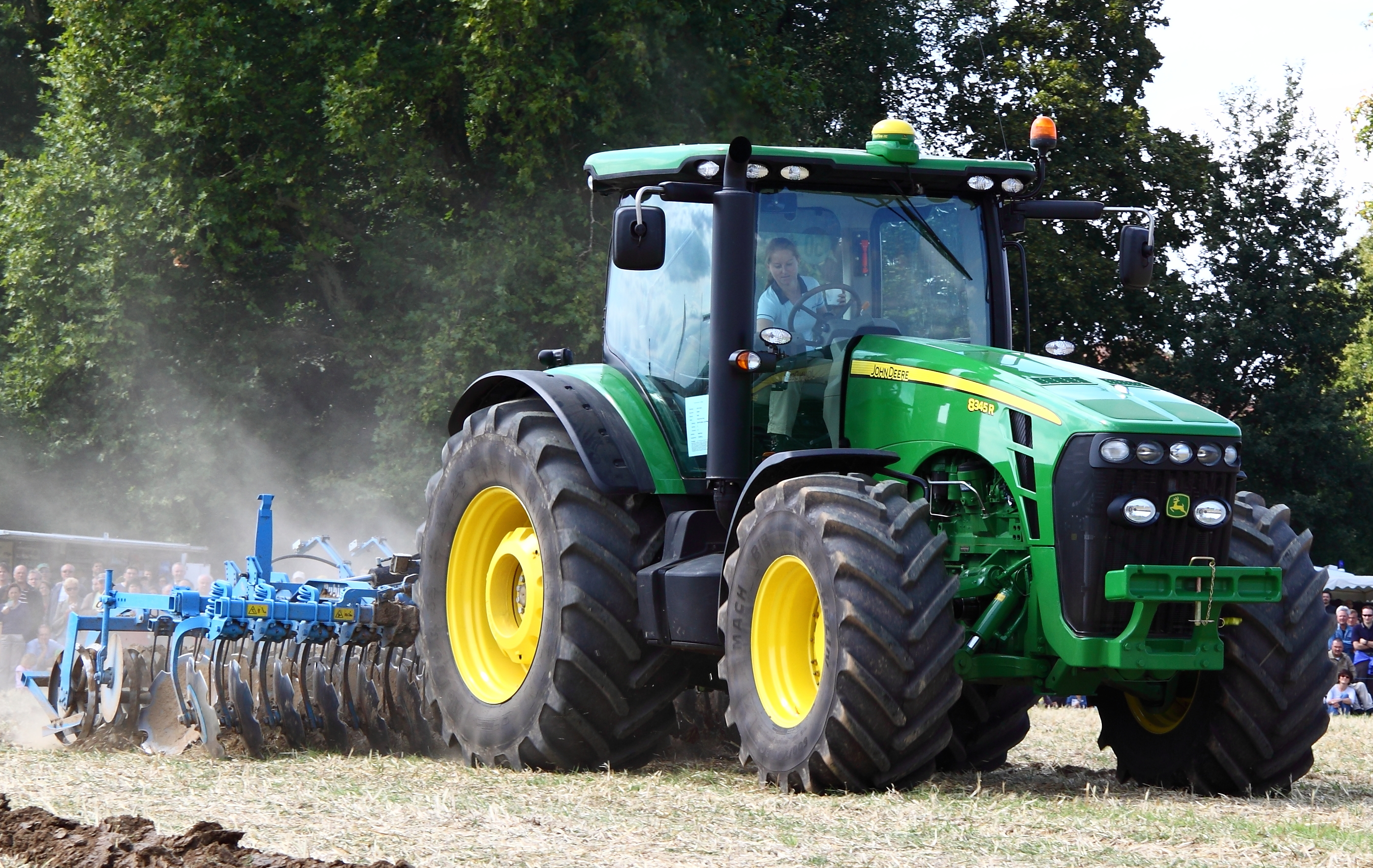
Moderne Bodenbearbeitung

| Name                                                       | Unternehmenssitz                        | Zeitraum des Bestehens                  | Produkte                                                     | Vorläuferunternehmen                                 | Nachfolgeunternehmen                                                   |
| ---------------------------------------------------------- | --------------------------------------- | --------------------------------------- | ------------------------------------------------------------ | ---------------------------------------------------- | ---------------------------------------------------------------------- |
| Lamborghini Trattori                                       | Pieve di Cento (Italien)                | seit 1948                               | Traktoren bis 1972, Sonstiges                                |                                                      | Übernahme der Traktoren durch SAME                                     |
| Landini                                                    | Fabbrico (Italien)                      | seit 1884                               | Traktoren                                                    |                                                      | seit 1994 Bestandteil von Argo                                         |
| Landmaschinenbau Barth                                     | Barth (Deutschland)                     | 1948 bis 1970                           | Landmaschinen, Sonstiges                                     | Pommersche Eisengießerei Stralsund                   | VEB Schiffsanlagenbau Barth                                            |
| Landmaschinenbau Güstrow                                   | Güstrow (Deutschland)                   | 1952 bis 1990                           | Landmaschinen, Sonstiges                                     | Lythall AG                                           | Maschinen- und Antriebstechnik GmbH                                    |
| Landmaschinenbau Torgau                                    | Torgau (Deutschland)                    | 1952 bis 1990                           | Landmaschinen, Sonstiges                                     | Unternehmen Wilhelm Stoll                            | Auflösung                                                              |
| Landmaschinenbau Döbeln                                    | Döbeln (Deutschland)                    | 1948 bis 1990                           | Landmaschinen, Sonstiges                                     | Landmaschinenfabrik Franz Richter                    | Matec GmbH (wurde ihrerseits von der finnischen MSK Group übernommen). |
| Landmaschinenbau Bernburg                                  | Bernburg (Deutschland)                  | 1952 bis 1990                           | Landmaschinen, Sonstiges                                     | Unternehmen Wilhelm Siedersleben                     | Unternehmen Rabewerk, seit 2001 Unternehmen Pöttinger                  |
| Landsberg (Landmaschinenhersteller)/Bayerische Pflugfabrik | Landsberg am Lech (Deutschland)         | seit 1891                               | Bodenbearbeitung                                             |                                                      | Pöttinger                                                              |
| Hermann Lanz Aulendorf                                     | Aulendorf (Deutschland)                 | 1919 bis 1979                           | Traktoren, Landmaschinen                                     |                                                      | Beendigung der Geschäftstätigkeit                                      |
| Heinrich Lanz AG (Bulldog)                                 | Mannheim (Deutschland)                  | 1860 bis 1956                           | Traktoren, Landmaschinen, Sonstiges                          |                                                      | Übernahme durch Deere & Company                                        |
| Larrington Trailers                                        | Boston (UK)                             |                                         | Anhänger                                                     |                                                      |                                                                        |
| LASCO Heutechnik GmbH                                      | Lochen am See (Österreich)              | seit 1987                               | Forst- und Heutechnik                                        |                                                      |                                                                        |
| Lasci                                                      |                                         |                                         | Forsttechnik                                                 |                                                      |                                                                        |
| Laverda S.p.A.                                             | Breganze (Italien)                      | 1873 bis 2000                           | Mähdrescher                                                  | von 1975 bis 2000 Bestandteil von Fiat bzw. Fiatagri | Bestandteil von Argo, seit 2010 AGCO                                   |
| LeBoulch                                                   | La Vieille Lyre (Frankreich)            |                                         | Kipper, Miststreuer                                          |                                                      | seit 2013 Bestandteil von Joskin                                       |
| Lechler GmbH                                               | Metzingen (Deutschland)                 | seit 1879                               | Düsen für Feldspritzen                                       |                                                      |                                                                        |
| Lehner                                                     |                                         |                                         | Elektrostreuer für Zwischenfrüchte                           |                                                      |                                                                        |
| Lely                                                       | Maassluis (Niederlande)                 | seit 1948                               | Melktechnik, Fütterungstechnik                               |                                                      | seit 2017 Grünlandtechnik bei AGCO                                     |
| Lemken                                                     | Alpen (Deutschland)                     | seit 1780                               | Bodenbearbeitung, Aussaat, Pflanzenschutz                    |                                                      |                                                                        |
| Lenar (Jiangling Tractor Company)                          | China                                   |                                         | Frontlader, Kleintraktoren                                   |                                                      | seit 2004 80 % Anteile bei Mahindra & Mahindra Limited                 |
| LEO Agriculture                                            | Monroe (USA)                            | ca. 1980                                | Futtermischwagen, Miststreuer                                |                                                      |                                                                        |
| Leyland                                                    | Vereinigtes Königreich                  |                                         | Traktoren                                                    |                                                      |                                                                        |
| LH-Agro                                                    |                                         |                                         | Steuerungscomputer für Landmaschinen                         |                                                      |                                                                        |
| Lindner                                                    | Kundl (Österreich)                      | seit 1948                               | Traktoren                                                    |                                                      |                                                                        |
| Lindner & Fischer                                          | Langenau (Deutschland)                  |                                         | Gülletransportfahrzeuge, Kipper                              |                                                      |                                                                        |
| Lipezki Traktorny Sawod                                    | Lipezk, Russland                        | seit 1943                               | Traktoren, Anbaugeräte                                       |                                                      |                                                                        |
| LMR                                                        |                                         |                                         | Miststreuer                                                  |                                                      |                                                                        |
| Logifeed                                                   | Stegeren (Niederlande)                  |                                         | Futtermischwagen                                             |                                                      |                                                                        |
| Lomma                                                      | Lommatzsch (Deutschland)                |                                         | Überladenwagen, Anhänger                                     |                                                      | Techno Steel GmbH, LST Group                                           |
| Lovol                                                      | Weifang, Shandong (Volksrepublik China) |                                         | Traktoren                                                    |                                                      |                                                                        |
| LS Mtron                                                   | Anyang (Südkorea)                       |                                         | Traktoren                                                    |                                                      |                                                                        |
| LandTechnik Schönebeck (LTS)                               | Schönebeck                              | Als AG 1989–1993 als GmbH 1995 bis 1999 | Spezialtraktoren, Häcksler, Kommunalfahrzeuge, Nutzfahrzeuge |                                                      | Übernahme der Firma durch Doppstadt                                    |
| Lucas G.                                                   | La Verrie (Frankreich)                  | seit 1971                               | Futtermischwagen, Selbstfahrer                               |                                                      |                                                                        |

## M
| Name                                             | Unternehmenssitz                      | Zeitraum des Bestehens  | Produkte                                                                             | Vorläuferunternehmen                      | Nachfolgeunternehmen |
| ------------------------------------------------ | ------------------------------------- | ----------------------- | ------------------------------------------------------------------------------------ | ----------------------------------------- | --- |
| Maack Fahrzeugbau                                | Visselhövede (Deutschland)            | 1825–1980er             | Anhänger                                                                             |                                           | |
| MacDon                                           | Winnipeg (Kanada)                     | seit 1949               | Schwadmäher, Schneidwerke, Selbstfahrer                                              |                                           | |
| Mailleux                                         | Acigné (Frankreich)                   | seit 1951               | Frontlader                                                                           |                                           | 2008 von Ålö Holding AB übernommen                                                                                       |
| Major Equipment                                  | Ballyhaunis (Irland)                  | seit 1976               | Mähwerke, Güllefässer                                                                |                                           | |
| MAN                                              |                                       | 1921–1962               | Traktoren, spez. Allradtraktoren                                                     |                                           | |
| Mandam                                           | Polen                                 |                         | Bodenbearbeitung                                                                     |                                           | |
| Manitou                                          | Ancenis (Frankreich)                  | seit 1953               | Teleskoplader, Gabelstapler                                                          |                                           | |
| Marchner Maschinenbau                            | Winhöring (Deutschland)               |                         | Güllefässer                                                                          |                                           | |
| Marmix                                           | Ehingen/Unterwachingen (Deutschland)  | seit 1961               | Futtermischwagen, Selbstfahrer                                                       | Agri-Tec                                  | Marmix GmbH |
| Marshall                                         | Bucksburn, Aberdeen (UK)              |                         | Miststreuer, Anhänger                                                                |                                           | |
| Mascar                                           | Italien                               |                         | Ballenpressen, Wickelgeräte, Sämaschinen                                             |                                           | |
| Maschinen- & Antriebstechnik Güstrow             |                                       |                         | Kalkstreuer                                                                          |                                           | |
| Maschio                                          | Pordenone (Italien)                   | seit 1964               | Bodenbearbeitung, Aussaat, Pflanzenschutz                                            |                                           | |
| Massey-Harris Company Ltd.                       |                                       | 1891 bis 1954           | Traktoren, Landmaschinen                                                             | Unternehmen Massey und Harris             | Massey Ferguson |
| Massey Ferguson                                  |                                       | 1953 bis 1994           | nahezu Komplettprogramm                                                              | 1986 Umwandlung in die Varity Corporation | Bestandteil von AGCO |
| Matbro                                           |                                       | bis 2003                | Teleskoplader                                                                        |                                           | |
| Matrot                                           | Noyers-Saint-Martin, Frankreich       | seit 1959               | Rübenroder, Feldspritzen (Selbstfahrer)                                              |                                           | gehört zu Exel Industries                                                                                                |
| Matermacc                                        | San Vito al Tagliamento, Italien      |                         | Sämaschinen                                                                          |                                           | gehört seit 2022 zu Pöttinger                                                                                            |
| McCormick Harvesting Machine Company             | Baltimore                             | 1884 bis 1902           | Getreide- und Grassmäher, Mähbinder                                                  |                                           | International Harvester (IHC)                                                                                            |
| McCormick Tractors                               | Fabbrico (Italien)                    | seit 2001               | Traktoren                                                                            | Case IH                                   | Bestandteil von Argo |
| McHale                                           | Ballinrobe (Irland)                   |                         | Ballenwickler, Pressen, Mähwerke                                                     |                                           | |
| Mähdrescherwerk Bischofswerda/Singwitz           | Singwitz (Deutschland)                | 1946 bis 1990           | Landmaschinen, Sonstiges                                                             | Unternehmen Raussendorf                   | ab 1995 MDW Mähdrescherwerk                                                                                              |
| Karl Mengele GmbH                                | Günzburg (Deutschland)                | 1907 bis 1999           | Landmaschinen, Sonstiges                                                             |                                           | 1987 Übernahme durch Unternehmen Bidell, ab 1999 Mengele Agrartechnik, anschließend Übernahme durch Lely, seit 2017 AGCO |
| Meprozet                                         | Koscian, Polen                        |                         | Güllefässer                                                                          |                                           | |
| Merlin Tractors                                  | Thomastown, Australien                | 2004–2014               | Traktoren                                                                            |                                           | aufgelöst 2014 |
| Merlo                                            | Cervasca (Italien)                    | seit 1964               | Teleskoplader                                                                        |                                           | |
| Metalfor                                         | Marcos Juárez (Argentinien)           | seit 1968               | Düngerstreuer, Feldspritzen, Mähdrescher                                             |                                           | |
| Metsjö                                           | Schweden                              |                         | Anhänger, Überladewagen                                                              |                                           | |
| Meyco                                            | Niederlande                           |                         | Güllefässer                                                                          |                                           | |
| Meyer-Lohne                                      |                                       |                         | Güllefässer                                                                          |                                           | |
| Miedema                                          |                                       |                         | Kartoffeltechnik, Lagertechnik, Transport                                            |                                           | seit 2014 zu Dewulf |
| Miller                                           | St. Nazianz, Wisconsin (USA)          | 1899                    | Pflanzenschutz                                                                       |                                           | seit 2014 zu CNH Industrial                                                                                              |
| Minski Traktorny Sawod (MTS)                     | Minsk, Belarus                        | seit 1946               | Traktoren (Marke „Belarus“), Anbaugeräte, Raupenschlepper, Forwarder, Forstmaschinen |                                           | |
| Miro-Heywang                                     | Pierrefontaine-les-Varans, Frankreich |                         | Miststreuer, Güllefässer, Stalltechnik                                               |                                           | |
| Monosem                                          | Largeasse, Frankreich                 | seit 1948               | Sämaschinen                                                                          |                                           | gehört zu John Deere |
| Moreau (Unternehmen), auch Herriau (Landtechnik) |                                       | seit 1890               | Rübenroder                                                                           |                                           | gehört zu Exel Industries                                                                                                |
| Moreni                                           | Montichiari, Italien                  | seit ca. 1920           | Kreiseleggen                                                                         |                                           | |
| Moro Pietro Meccanica                            | Concordia Sagittaria, Italien         |                         | Pflüge, Grubber                                                                      |                                           | seit 2017 Teil von Maschio Gaspardo, in Maschio Arartri Srl umbenannt                                                    |
| Friedrich Mörtl Schleppergerätebau               | Gemünden, Deutschland                 | 1856 bis 1997           | Mähwerke, Mähbalken, Traubenwagen, Güllewagen                                        |                                           | Ziegler Landtechnik |
| Pflug Müller Köln (Müller)                       | Köln-Bocklemünd, Deutschland          | etwa 1871 bis etwa 1990 | Bodenbearbeitung                                                                     |                                           | |
| Müthing                                          | Soest, Deutschland                    | 1898                    | Mulcher                                                                              |                                           | |
| Muench                                           | Grumbach Deutschland                  | 1928- ca. 1950          | Traktoren                                                                            |                                           | |
| Mullié Vandenende                                | Borssele, Niederlande                 |                         | Anhänger, Kipper                                                                     |                                           | 2018 von BECO übernommen                                                                                                 |
| Munktells Mekaniska Verkstad                     | Eskilstuna, Schweden                  | 1832                    | Traktoren, Dreschmaschinen                                                           |                                           | Bolinder-Munktell |
| Maschinenfabrik Bermatingen GmbH & Co. KG        | Bermatingen, Deutschland              | 1954                    | Mulcher                                                                              |                                           | |

## N
| Name                               | Unternehmenssitz                      | Zeitraum des Bestehens | Produkte                                                                        | Vorläuferunternehmen                          | Nachfolgeunternehmen                                                                     |
| ---------------------------------- | ------------------------------------- | ---------------------- | ------------------------------------------------------------------------------- | --------------------------------------------- | ---------------------------------------------------------------------------------------- |
| Nardi                              | Selci Lama (Italien)                  | 1895                   | Pflüge, Grubber, Spritzen, Sähmaschinen                                         |                                               |                                                                                          |
| Netagco Holding                    | Lelystad (Niederland)                 | 1993 bis 2010          | Landmaschinen, Sonstiges                                                        | Niewöhner, Hassia                             | Konkurs                                                                                  |
| New Direction Equipment NDE        | Sioux Falls (USA)                     |                        | Futtermischwagen                                                                |                                               |                                                                                          |
| New Holland Machine Company        | New Holland (USA)                     | 1895 bis 1986          | Landmaschinen, Sonstiges                                                        | 1947 Übernahme durch die Sperry-Rand-Gruppe   | Ford New Holland                                                                         |
| New Holland Ltd.                   | Niederlande/Vereinigtes Königreich    | 1990 bis 1999          | Traktoren, Landmaschinen, Sonstiges                                             | Unternehmen Ford New Holland und Fiat Geotech | CNH Global                                                                               |
| New Idea                           | USA                                   | 1899                   | Grünland, Miststreuer                                                           |                                               | AGCO                                                                                     |
| Nexat GmbH                         | Rieste (Deutschland)                  | 2017                   | Systemfahrzeug, Selbstfahrer, Gantry                                            |                                               |                                                                                          |
| Niemeyer Agrartechnik GmbH         | Hörstel (Deutschland)                 | 1888 bis 2005          | Volldrehpflüge, Packer                                                          |                                               | 2004 von der Maschinenbaufirma Ziegler übernommen, ein Jahr später die Marke eingestellt |
| Ludwig Niemeyer K.G. landmaschinen | Oese b. Iserlohn (Deutschland)        | 1924 bis 1980          | Kartoffelernter, Kartoffelpflanzmaschinen, Rübenernter, Rübenreiniger, Hoflader |                                               |                                                                                          |
| Niewöhner                          |                                       |                        | Kartoffeltechnik                                                                |                                               | Netagco                                                                                  |
| Nobili                             | Molinella (Italien)                   | seit 1945              | Pflanzenschutzgeräte, Mulcher                                                   |                                               |                                                                                          |
| Nokka-Tume                         |                                       |                        | Drillmaschinen                                                                  |                                               |                                                                                          |
| Nordsten                           | Nordhausen an Harz (Deutschland)      | 1934                   | Drillmaschinen                                                                  |                                               | Kongskilde Industries                                                                    |
| Nordtrak                           | Hamburg (Deutschland)                 | 1946 bis 1957          | Allradtraktoren                                                                 |                                               | Konkurs                                                                                  |
| Normag                             | Nordhausen (Deutschland)              | 1937 bis 1945          | Traktoren                                                                       |                                               |                                                                                          |
| Normag-Zorge                       | Zorge, später Hattingen (Deutschland) | 1945 bis 1958          | Traktoren                                                                       |                                               |                                                                                          |
| Nuhn                               | Sebringville, Ontario (Kanada)        | seit 1902              | Güllefässer, Güllemixer                                                         |                                               |                                                                                          |

## O
| Name                           | Unternehmenssitz              | Zeitraum des Bestehens      | Produkte                                      | Vorläuferunternehmen | Nachfolgeunternehmen  |
| ------------------------------ | ----------------------------- | --------------------------- | --------------------------------------------- | -------------------- | --------------------- |
| Odenwald Technik               | Buchen, Baden-Württemberg     |                             | Kartoffeltechnik                              | Hagedorn             |                       |
| Oehler                         | Offenburg-Windschläg          | seit 1954                   | Holzspalter, Anhänger, Mulcher                |                      |                       |
| Oelkers                        |                               | Fahrzeugbau 2003 aufgegeben | Anhänger                                      |                      |                       |
| Olimac                         | Margarita - Cuneo             |                             | Maispflücker, Sonnenblumenschneidwerke        |                      |                       |
| Orenstein & Koppel; (ztw. MBA) | Nordhausen                    | 1938 bis 1954               | Traktoren                                     |                      |                       |
| Orkel                          | Norwegen                      |                             | Ballenpressen, Anhänger, Hackschnitzelanlagen |                      |                       |
| Ortolan Zappatrici             | Montebello Vicentino, Italien |                             | Kreiseleggen, Mulcher, Fräsen                 |                      |                       |
| Ova                            | Ardooie, Belgien              |                             | Miststreuer, Anhänger                         |                      |                       |
| Överum                         | Schweden                      |                             | Bodenbearbeitung                              |                      | Kongskilde Industries |
| Oxbo International             | USA                           |                             | Grünlandtechnik, Erntemaschinen, Selbstfahrer |                      |                       |

## P
| Name                              | Unternehmenssitz                     | Zeitraum des Bestehens                | Produkte                                      | Vorläuferunternehmen       | Nachfolgeunternehmen                 |
| --------------------------------- | ------------------------------------ | ------------------------------------- | --------------------------------------------- | -------------------------- | ------------------------------------ |
| Palazoglu                         | Türkei                               | seit 1954                             | Anhänger, Bodenbearbeitung, Tankfahrzeuge     |                            |                                      |
| Patz Corporation                  | Pound, Wisconsin (USA)               | seit 1948                             | Futtermischwagen                              |                            |                                      |
| Pauny                             | Córdoba (Argentinien)                | seit 2002                             | Traktoren                                     |                            |                                      |
| Pawlodarski Traktorny Sawod (PTS) | Pawlodar, Kasachstan                 | 1966 bis 2006                         | Kettentraktoren                               |                            |                                      |
| Peecon                            | Etten-Leur, Niederlande              |                                       | Futtermischwagen                              |                            | gehört zu Peeters Group, NL          |
| Pegoraro                          | Italien                              |                                       | Kreiseleggen                                  |                            | Argo                                 |
| Pellenc                           | Pertuis (Frankreich)                 | seit 1973                             | Traubenvollernter, Olivenschüttler            |                            |                                      |
| Perfect van Warmel                | Beneden-Leeuwen, Niederlande         |                                       | Mulcher                                       |                            |                                      |
| Petkus Landmaschinenwerk Wutha    | Wutha (Deutschland)                  | 1948 bis 1990                         | Landmaschinen                                 | Unternehmen Gebrüder Röber | PETKUS Technologie GmbH              |
| Pfanzelt                          | Rettenbach am Auerberg (Deutschland) | seit 1991                             | Forsttechnik, Selbstfahrer                    |                            |                                      |
| Pflug Müller Köln                 | Köln Bocklemünd                      | seit 1871                             | Pflüge, Grubber                               |                            |                                      |
| Pichon Industries                 | Guipavas, Frankreich                 |                                       | Hoflader, Güllefässer, Mistreuer, Kleingeräte |                            | Samson Agro                          |
| Pirnay                            | Esneux, Belgien                      |                                       | Anhänger                                      |                            |                                      |
| Platz                             | Frankenthal (Pfalz), Deutschland     |                                       | Pflanzenschutz                                |                            | Holder                               |
| Ploeger Machines                  | Oud Gastel, Niederlande              |                                       | Gemüsevollernter                              |                            |                                      |
| PMC Harvesters Ltd                | Fakenham (Vereinigtes Königreich)    | seit 1970; Marke 2020 fallen gelassen | Gemüsevollernter, Selbstfahrer                | FMC Technologies Ltd       | 2002 von Ploeger Machines übernommen |
| Porsche-Diesel Motorenbau         | Friedrichshafen                      | 1956 bis 1963                         | Traktoren                                     | Allgaier                   | Renault                              |
| Pronar                            | Narew, Polen                         | seit 1989                             | Anhänger, Landmaschinen                       |                            |                                      |
| Pöhlwerke AG                      | Gößnitz (Deutschland)                | 1910 bis 1932                         | Traktoren                                     |                            | Beendigung der Geschäftstätigkeit    |
| Pöttinger Landtechnik             | Grieskirchen (Österreich)            | seit 1871                             | Bodenbearbeitung, Aussaat, Grünlandtechnik    |                            |                                      |
| Pühringer Landmaschinenbau        | Peuerbach (Österreich)               |                                       | Anhänger, Güllefässer                         |                            |                                      |
| PZ Piet Zweegers                  |                                      |                                       | Grünlandernte                                 |                            | Kverneland                           |

## Q
| Name     | Unternehmenssitz                  | Zeitraum des Bestehens | Produkte         | Vorläuferunternehmen | Nachfolgeunternehmen |
| -------- | --------------------------------- | ---------------------- | ---------------- | -------------------- | -------------------- |
| Quivogne | Jussey & Polaincourt (Frankreich) |                        | Bodenbearbeitung |                      |                      |

## R
| Name                                | Unternehmenssitz                     | Zeitraum des Bestehens | Produkte                                                      | Vorläuferunternehmen | Nachfolgeunternehmen                                         |
| ----------------------------------- | ------------------------------------ | ---------------------- | ------------------------------------------------------------- | -------------------- | ------------------------------------------------------------ |
| Rába                                | Ungarn                               | seit 1896              | Traktoren                                                     |                      |                                                              |
| Rabe Agri                           | Bad Essen (Deutschland)              | seit 1889              | Bodenbearbeitung                                              |                      | Zoomlion                                                     |
| Raciti                              | Ramacca (Italien)                    | seit 1960              | Anbaugeräte für Bodenbearbeitung                              |                      |                                                              |
| Ralle Landmaschinen                 | Großvoigtsberg (Deutschland)         |                        |                                                               |                      | Übergabe an LFM Weise GmbH 2019                              |
| Maschinenfabrik Rau GmbH            | Weilheim/Teck (Deutschland)          | 1920 bis 1998          | Pflanzenschutztechnik, Dünge- und Sätechnik                   |                      | Bestandteil von Kverneland                                   |
| Rauch Landmaschinenfabrik           | Sinzheim (Deutschland)               | seit 1921              | Düngerstreuer, Sämaschinen, Winterdienststreuer               |                      |                                                              |
| Raussendorf                         | Singwitz (Deutschland)               | 1888 bis 1946          | Landmaschinen                                                 |                      | ab 1951 Bestandteil des Kombinates Fortschritt Landmaschinen |
| Ravizza                             | Calcinate, Italien                   |                        | Güllefässer, Kipper                                           |                      |                                                              |
| RBS UE srl                          | Ghedi, Brescia, Italien              |                        | Futtermischwagen                                              |                      |                                                              |
| RECORD-Claeys                       | Maldegem, Belgien                    |                        | Kipper, Miststreuer, Silagewagen                              |                      |                                                              |
| Redrock Machinery Ltd.              | Armagh, Vereinigtes Königreich       |                        | Futtermischwagen, Güllefässer, Anhänger                       |                      |                                                              |
| Reekie Potato Equipment Ltd.        | Algarkirk (Vereinigtes Königreich)   |                        | Landmaschinen für den Kartoffelanbau                          |                      |                                                              |
| Reform-Werke                        | Wels (Österreich)                    | seit 1910              | Traktoren, Landmaschinen, Sonstiges                           |                      |                                                              |
| Regent Pflugfabrik                  | Österreich                           |                        | Bodenbearbeitung                                              |                      |                                                              |
| Martin Reisch GmbH Fahrzeugbau      | Hollenbach (Deutschland)             | seit 1951              | Anhänger, Schubbodenfahrzeuge und Sattelkipper                |                      | von Konstant Gruppe Österreich 2019 gekauft                  |
| Reiter                              | Dietersburg, Deutschland             | seit 1946              | Güllefässer                                                   |                      | Rematec                                                      |
| Remorque Chevance                   | Guingamp, Frankreich                 |                        | Anhänger, Miststreuer                                         |                      |                                                              |
| Remorques Rolland                   | Tréflévénez, Frankreich              |                        | Miststreuer, Anhänger                                         |                      |                                                              |
| Renault Agriculture                 | Velizy (Frankreich)                  | 1919 bis 2003          | Traktoren                                                     |                      | von Claas aufgekauft                                         |
| Landmaschinenfabrik Franz Richter   | Döbeln (Deutschland)                 | 1861 bis 1946          | Landmaschinen                                                 |                      | VEB Landmaschinenbau Döbeln                                  |
| Rheinland-Hülsken                   | Hamminkeln                           | seit 1841              | Güllefässer                                                   |                      |                                                              |
| Riecam                              |                                      | bis 1998               | Selbstfahrer, Rübenvollernter                                 |                      | Agrifac                                                      |
| Ritscher                            | Sprötze                              | 1920 bis 1963          | Traktoren                                                     | MTW                  |                                                              |
| Rivierre Casalis                    | Orleans (Frankreich)                 | 1886 bis 1987          | Landmaschinen                                                 |                      | Unternehmen Vicon und Greenland                              |
| RMH Lachish Industries Ltd (R.M.H.) | Israel                               | seit 1956              | Futtermischwagen, Selbstfahrer                                |                      |                                                              |
| Robert (Atelier Robert SA)          | Seilles, Belgien                     | seit 1975              | Strohverteiler, Greifschaufeln                                |                      |                                                              |
| ROC                                 | Italien                              | seit 1996              | Schwader                                                      |                      |                                                              |
| Gebrüder Röber GmbH                 | Wutha (Deutschland)                  | 1852 bis 1945          | Landmaschinen                                                 |                      | Petkus Landmaschinenwerk Wutha (VEB)                         |
| Pflugfabrik Röwer & Co              | Bender, Deutschland                  | 1867–1989              | Pflüge                                                        |                      |                                                              |
| Roelama                             | Alphen, Nordbrabant (Niederlande)    |                        | Gülleverschlauchung, Landmaschinenhandel, Güllefässer, Kipper |                      |                                                              |
| Ropa Maschinenbau                   | Herrngiersdorf (Deutschland)         | seit 1986              | Rübenroder, Rübenreinigungslader, Kartoffelroder              |                      |                                                              |
| Rostselmasch                        | Rostow am Don (Russland)             | seit 1929              | Mähdrescher, Traktoren, Feldhäcksler                          |                      | 1993 Umwandlung in eine AG                                   |
| Erich Röhr Maschinenfabrik          | Passau                               | 1948 bis 1955          | Traktoren                                                     |                      | Isaria                                                       |
| Rudolph                             | Salzgitter (Deutschland)             | seit 1925              | Anhänger                                                      |                      | 2020 von Martin Reisch GmbH Fahrzeugbau übernommen           |
| Rumptstad                           | Stad aan 't Haringvliet, Niederlande |                        | Bodenbearbeitung                                              |                      | gehört zu Steketee, welche 2018 von Lemken übernommen wurde  |

## S
| Name                                     | Unternehmenssitz                              | Zeitraum des Bestehens | Produkte                                                                           | Vorläuferunternehmen                   | Nachfolgeunternehmen |
| ---------------------------------------- | --------------------------------------------- | ---------------------- | ---------------------------------------------------------------------------------- | -------------------------------------- | --- |
| Landmaschinenfabrik Rudolph Sack         | Leipzig (Deutschland)                         | 1863 bis 1946          | Pflüge                                                                             |                                        | BBG, diese wieder übernommen von Amazone                                                                                         |
| Samasz                                   | Polen                                         |                        | Grünland                                                                           |                                        | |
| Sambron                                  | Pont-Château (Frankreich)                     |                        | Teleskoplader                                                                      |                                        | 2000 von Bobcat Company übernommen                                                                                               |
| Samco Systems                            | Irland                                        |                        | Drillmaschinen, Bodenbearbeitung                                                   |                                        | |
| SAME S.p.a                               | Treviglio (Italien)                           | 1942 bis 1995          | Traktoren                                                                          |                                        | Unternehmen SAME Deutz-Fahr (heute SDF)                                                                                          |
| SDF S.p.a.                               | Treviglio (Italien)                           | seit 1995              | Traktoren, Landmaschinen, Sonstiges                                                |                                        | |
| Sampo Rosenlew                           | Pori (Finnland)                               | seit 1853              | Mähdrescher                                                                        |                                        | |
| Samro                                    | Schweiz                                       |                        | Kartoffelvollernter, Kartoffellagerung                                             |                                        | 2005 die Produktion von Kartoffeltechnik eingestellt                                                                             |
| Samson                                   | Viborg (Dänemark)                             | seit 1943              | Miststreuer, Güllefässer                                                           |                                        | |
| Saphir                                   |                                               | seit 1923              | Bodenbearbeitung, Kleingeräte                                                      |                                        | |
| Sauerburger                              | Wasenweiler (Deutschland)                     | seit 1960              | Mulcher, Traktoren, Radlader, Anbaugeräte                                          |                                        | |
| Schaeff                                  | Langenburg (Deutschland)                      | 1937 bis 2002          | Radlader                                                                           |                                        | Terex; ab 2016 Yanmar |
| Schäffer Maschinenfabrik                 | Erwitte                                       | seit 1956              | Radlader                                                                           |                                        | |
| Schlepperwerk Nordhausen (VEB)           | Nordhausen (Deutschland)                      | 1948 bis 1965          | Traktoren                                                                          | Maschinenbau & Bahnbedarfs AG          | VEB Motorenwerk Nordhausen |
| Schlüter                                 | Freising (Deutschland)                        | 1898 bis 1993          | Traktoren                                                                          |                                        | Landtechnik Schönebeck (1993–1995) danach Egelseer Traktoren (1995-heute)                                                        |
| Schmotzer                                | Bad Windsheim (Deutschland)                   |                        | Einzelkornsägeräte für Rüben, Reihenhackgeräte, Feldspritzen                       |                                        | Seit 2019 gehört Schmotzer zu Amazone. „Schmotzer Hacktechnik GmbH & Co. KG“ eine 100-prozentige Gesellschaft der Amazone-Gruppe |
| Schneider Fahrzeug- und Containertechnik | Bielefeld (Deutschland)                       | seit 1983              | Anbaugeräte (Schaufeln, Greifschaufeln, Ballenzangen, Silageschaufeln, Dunggabeln) |                                        | |
| Schouten                                 | Uddel, Niederlande                            | seit 1971              | Güllefässer, Futterverteilwagen                                                    |                                        | |
| Schuitemaker                             | Niederlande                                   | seit 1918              | Ladewagen                                                                          |                                        | fusionierte mit Veenhuis 2019 zur SV Group                                                                                       |
| Schulte Industries                       | Kanada                                        |                        | Mähwerke, Bodenbearbeitung, Mulchgeräte                                            |                                        | gehört zu Alamo Group |
| Seed Hawk                                | Kanada                                        |                        | Sämaschinen                                                                        |                                        | 2013 von Väderstad übernommen |
| Seko (Landmaschinenhersteller)           | Curtarolo (Italien)                           |                        | Futtermischwagen, Selbstfahrer                                                     |                                        | |
| Semeato                                  | Passo Fundo, Brasilien                        | etwa 1970              | Mähdrescher, Drillmaschinen, Grünlandgeräte                                        |                                        | |
| Sgariboldi                               | Codogno, Italien                              |                        | Futtermischwagen, Selbstfahrer                                                     |                                        | |
| Shaktiman                                | Rajkot, Indien                                | 1997                   | Fräsen, Kreiseleggen, Düngerstreuer, Ballenpressen, Zuckerrohrernter               |                                        | |
| Shandong Hanwo Agricultural Equipment    | Weifang, Shandong (Volksrepublik China)       |                        | Traktoren                                                                          |                                        | |
| Sibselmash                               | Russland                                      |                        | Drillmaschinen, Bodenbearbeitung                                                   |                                        | |
| Wilhelm Siedersleben GmbH                | Bernburg (Deutschland)                        | 1867 bis 1952          | Landmaschinen                                                                      |                                        | VEB Landmaschinenbau Bernburg |
| SID s.c.                                 | Kolno (Polen)                                 | 2009                   | Anbaugeräte                                                                        |                                        | |
| Sieger-HD                                |                                               |                        | Feldspritzen                                                                       |                                        | John Deere |
| Siga-Nova                                | Horstmar (Deutschland)                        |                        | Anhänger, Dollys                                                                   |                                        | |
| Silo-Wolff                               | Lauenförde                                    | 1949 bis 1997          | Bodenbearbeitung                                                                   |                                        | Bestandteil von Kverneland, 2004 Schließung des Standortes                                                                       |
| Silofarmer                               | Naves, Frankreich                             |                        | Futtermischwagen, Spritzen, Kleingeräte                                            |                                        | |
| Siloking                                 | Tittmoning (Deutschland)                      | seit 1983              | Futtermischwagen, Selbstfahrer                                                     |                                        | |
| SICMA                                    | Miglianico (Italien)                          | seit 1968              | Bodenfräsen, Mulcher, Spatenmaschinen, Weinbaugeräte                               | Aurora Traktoren                       | |
| Simba                                    | Sleaford (Vereinigtes Königreich)             | 1976 bis 2018          | Scheibeneggen                                                                      |                                        | gehört seit 2010 Great Plains Manufacturing; wurde 2018 geschlossen                                                              |
| Sipma                                    | Lublin, Polen                                 |                        | Ballenpressen, Stalldungstreuer, Heuwender, Ballenwickler                          |                                        | |
| Sky Agriculture                          |                                               |                        | Scheibeneggen, Sätechnik                                                           |                                        | |
| SMS                                      | Rokycany (Tschechische Republik)              |                        | Bodenbearbeitung, Sätechnik                                                        |                                        | |
| Sodimac                                  | Saint-Pôtan Frankreich                        |                        | Miststreuer, Anhänger                                                              |                                        | |
| Sonalika                                 | Indien                                        |                        | Traktoren, Bodenbearbeitung, Mähdrescher                                           |                                        | |
| Spägele                                  | München, Deutschland                          | bis 2008 (?)           | Kipper, Hänger Miststreuer                                                         |                                        | |
| Spearhead                                | Evesham (Vereinigtes Königreich)              |                        | Mulcher                                                                            |                                        | Alamo Group |
| W. Speiser                               | Göppingen                                     |                        | Feldhäcksler                                                                       |                                        | Claas |
| Sperry New Holland                       | New Holland (USA)                             | 1947 bis 1986          | Landmaschinen, Sonstiges                                                           | New Holland, Sperry Corporation        | Ford New Holland |
| Spra Coupe                               |                                               |                        | Feldspritzen                                                                       |                                        | AGCO |
| Spudnik                                  | Blackfoot, Idaho, USA                         |                        | Kartoffeltechnik                                                                   |                                        | Grimme |
| Standardwerk Wilhelm Schulze KG          | Bevensen (Kreis Uelzen), später Hannover      | 1880–1978/1984         | Dreschmaschinen, Dungstreuer usw.                                                  |                                        | |
| Stapel                                   | Albersloh, Deutschland                        | seit 2001              | Güllefässer, Muldenkipper                                                          |                                        | |
| Stara                                    | Não-Me-Toque, Brasilien                       | seit 1960              | Feldspritzen, Selbstfahrer, Düngerstreuer                                          |                                        | |
| Steib Metallbau                          | Nürnberg, Deutschland                         | 1914 bis 1989          | Güllefässer, Ladewagen, Miststreuer, Düngerstreuer, Anhänger                       |                                        | |
| Steiger                                  |                                               |                        | Traktoren                                                                          |                                        | CNH Global |
| Steketee                                 | Stad a/h Haringvliet, Niederlande             | seit 1969              | Hackmaschinen, Bodenbearbeitung                                                    |                                        | Lemken |
| Stewart Agricultural                     | Daviot, Vereinigtes Königreich                |                        | Kipper, Viehtransportanhänger                                                      |                                        | |
| Steyr (Traktorenhersteller)              | St. Valentin (Österreich)                     | 1917 bis 1996          | Traktoren, Sonstiges                                                               |                                        | Case IH |
| Stock Motorpflug AG                      | Berlin (Deutschland)                          | 1909 bis 1943          | Traktoren                                                                          |                                        | |
| Wilhelm Stoll Maschinenfabrik            | Torgau, ab 1946 Lengede (Deutschland)         | seit 1878              | Frontlader                                                                         |                                        | |
| Maschinenfabrik Stolpen                  | Stolpen                                       |                        | Ladewagen, Ballenpresse                                                            | von 1949 bis 1990 Teil von Fortschritt | |
| Storti (Maschinenbau)                    | Belfiore, Italien                             |                        | Futtermischwagen, Selbstfahrer                                                     |                                        | |
| B. Strautmann & Söhne                    | Bad Laer (Deutschland)                        | seit 1930              | Ladewagen, Miststreuer, Kipper, Futtermischwagen                                   |                                        | |
| Strojírny Rožmitál                       | Rožmitál pod Třemšínem, Tschechische Republik | seit 1913              | Grünlandtechnik                                                                    |                                        | |
| Stronga                                  | UK                                            |                        | Anhänger                                                                           |                                        | |
| Struik                                   | Wieringerwerf, Niederlande                    |                        | Bodenbearbeitung                                                                   |                                        | |
| Sulky-Burel                              | Châteaubourg (Bretagne), Frankreich           |                        | Düngerstreuer, Sämaschinen                                                         |                                        | |
| Sunflower Manufacturing                  | Beloit (Kansas)                               | seit 1945              | Bodenbearbeitung, Sämaschinen                                                      |                                        | AGCO |
| Sunshine Harvester Works                 | Australien                                    |                        | Erntemaschinen                                                                     |                                        | Massey-Ferguson |

## T
| Name                                                   | Unternehmenssitz                          | Zeitraum des Bestehens | Produkte | Vorläuferunternehmen | Nachfolgeunternehmen                                        |
| ------------------------------------------------------ | ----------------------------------------- | ---------------------- | --- | -------------------- | ----------------------------------------------------------- |
| Taarup                                                 | Dänemark                                  |                        | Grünlandtechnik |                      | gehört zu Kverneland                                        |
| Tanco Autowrap                                         | Bagenalstown (Muine Bheag), Irland        |                        | Ballenwickelgeräte |                      |                                                             |
| TATU Marchesan                                         | Matão, Brasilien                          | seit 1946              | Eggen, Düngerstreuer, Sprayer, Sämaschinen, Frontlader                                                                       |                      |                                                             |
| Teagle                                                 | Truro (Cornwall), Vereinigtes Königreich  |                        | Miststreuer, Grünlandtechnik, Bodenbearbeitung, Strohmühlen                                                                  |                      |                                                             |
| Tebbe                                                  | Bissendorf, Deutschland                   |                        | Miststreuer |                      |                                                             |
| Technik-Plus Sämaschinen e.U. (Carbon Farming Austria) | Mureck, Österreich                        | seit 2008              | Streu- und Sätechnik, Grünlandtechnik, Abgasgebläse (Carbon Farming), tropische- und subtropische Bodenbearbeitungsmaschinen | Europart             |                                                             |
| Tecnoma                                                | Epernay, Frankreich                       |                        | Spritzen |                      | Exel Industries                                             |
| Tenias                                                 | Ejea de los Caballeros, Spanien           |                        | Frontlader, Schneeschilder                                                                                                   |                      |                                                             |
| Terra-Gator                                            |                                           |                        | Geräteträger, Systemschlepper                                                                                                |                      | AGCO                                                        |
| Terrion                                                | Sankt Petersburg, Tambov                  |                        | Traktoren |                      |                                                             |
| Thaisengyont                                           | Thailand                                  |                        | Mähdrescher, stationäre Dreschmaschinen                                                                                      |                      |                                                             |
| Thyregod                                               | Dänemark                                  |                        | Rübenaufnehmer |                      | TIM - Kongskilde Industries                                 |
| Gebr. Tigges                                           | Oelde-Sünninghausen, Deutschland          |                        | Bodenbearbeitung |                      |                                                             |
| TIM Maschinenfabrik                                    | Give, Dänemark                            | seit 1918              | Rübenroder |                      | gehört zu Kongskilde Industries                             |
| TKS-AS, Markenname Underhaug                           | Nærbø, Norwegen                           |                        | Kartoffeltechnik, Ladewagen                                                                                                  |                      | Bestandteil von Kverneland                                  |
| Tonutti, Markenname Wolagri                            | Suzarra, Italien                          |                        | Rundballenpressen, Schwader, Zetter                                                                                          |                      |                                                             |
| Torpedo                                                | Rijeka, Kroatien                          | 1953 bis 2000          | Traktoren |                      |                                                             |
| Traktorenwerk Schönebeck (VEB)                         | Schönebeck (Deutschland)                  | 1948 bis 1990          | Traktoren, Landmaschinen, Sonstiges                                                                                          | IFA-Fahrzeugwerk     | Landtechnik Schönebeck (LTS), ab 1999 Unternehmen Doppstadt |
| Brandenburger Traktorenwerke (VEB)                     | Brandenburg/Havel (Deutschland)           | 1948 bis 1964          | Traktoren, Sonstiges | Brennabor AG         | VEB Getriebewerk Brandenburg                                |
| Triffitt Trailers                                      | Clayton-le-Moors (Vereinigtes Königreich) | 1969                   | Anhänger, Miststreuer |                      |                                                             |
| Trioliet                                               | Oldenzaal, Niederlande                    | seit 1950              | Futtermischwagen, Selbstfahrer                                                                                               |                      |                                                             |
| TST                                                    | Hohenleipisch, Deutschland                |                        | Ballenstapler |                      |                                                             |
| Tscheljabinski Traktorny Sawod, (TschTS)               | Tscheljabinsk, Russland                   | seit 1933              | Kettentraktoren |                      |                                                             |
| Tube-Line Manufacturing LTD.                           | Elmira, ON, Kanada                        |                        | Ballensammler, Wickelgeräte, Aufbereiter                                                                                     |                      |                                                             |
| Tümosan                                                | Türkei                                    |                        | Traktoren |                      |                                                             |
| Tulip Industries                                       | Niederlande                               |                        | Bodenbearbeitung, Sämaschine, Düngerstreuer                                                                                  |                      | gehört zu Peeters Group, NL                                 |
| Tume-Agri Oy                                           | Turenki, Finnland                         | 1948                   | Sämaschinen |                      |                                                             |

## U
| Name                            | Unternehmenssitz         | Zeitraum des Bestehens | Produkte                                                                               | Vorläuferunternehmen | Nachfolgeunternehmen              |
| ------------------------------- | ------------------------ | ---------------------- | -------------------------------------------------------------------------------------- | -------------------- | --------------------------------- |
| Underhaug / TKS Mekaniske AS    | Nærbø (Norwegen)         |                        | Kartoffeltechnik                                                                       |                      | Bestandteil der Kverneland-Gruppe |
| Unia                            | Grudziądz (Polen)        |                        | Bodenbearbeitung, Grünland, Pflanzenschutz                                             |                      |                                   |
| Unsinn Fahrzeugtechnik          | Holzheim (Deutschland)   | seit 1958              | Kalkstreuer, Kipper                                                                    |                      |                                   |
| Unverferth / Brent              | Kalida, Ohio (USA)       | seit 1973              | Überladewagen, Anhänger                                                                |                      |                                   |
| Uralwagonsawod                  | Nischni Tagil (Russland) | seit 1931              | Traktoren                                                                              |                      |                                   |
| Ursus Traktorenwerk (Wiesbaden) | Wiesbaden (Deutschland)  | 1947 bis 1957          | ehemaliger deutscher Traktorenhersteller                                               |                      |                                   |
| Ursus S.A.                      | Warschau (Polen)         | seit 1893              | Traktoren, Anhänger, Grünlandtechnik                                                   |                      |                                   |
| USA Equipment                   | Vredepeel (Niederlande)  |                        | Futtermischwagen, Kipper, Güllefässer, Miststreuer, Hakenliftfahrzeuge, Abschiebewagen |                      |                                   |

## V

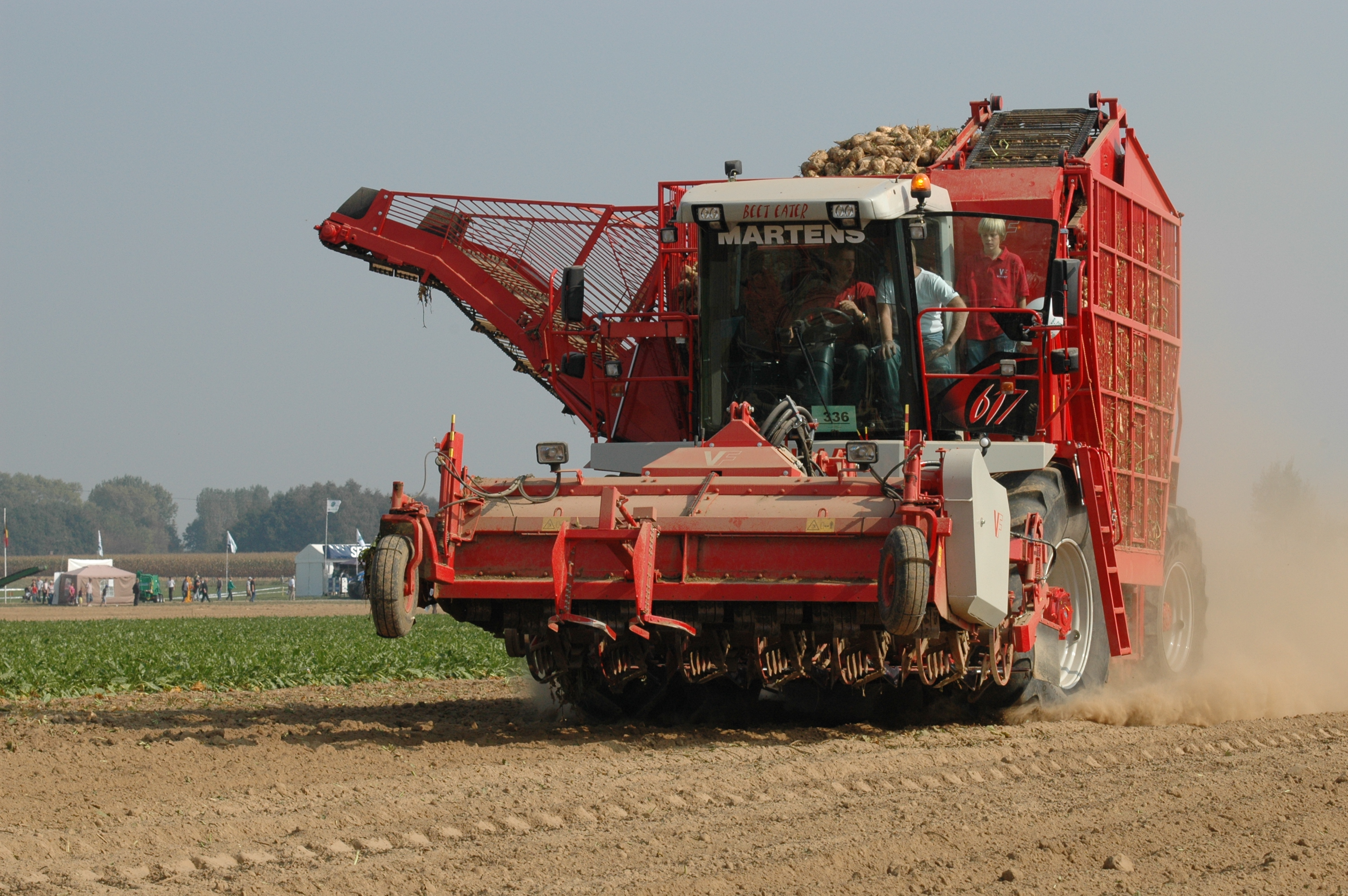
Rübenroder der Marke Vervaet

| Name                                    | Unternehmenssitz                 | Zeitraum des Bestehens | Produkte | Vorläuferunternehmen | Nachfolgeunternehmen                                                           |
| --------------------------------------- | -------------------------------- | ---------------------- | --- | -------------------- | ------------------------------------------------------------------------------ |
| Väderstad                               | Väderstad (Schweden)             | seit 1962              | Bodenbearbeitung |                      |                                                                                |
| Vakutec Gülletechnik                    | Nußbach (Österreich)             | seit 1998              | Güllefässer |                      |                                                                                |
| Valmet/Valtra                           | Eskilstuna (Schweden)            | seit 1949              | Traktoren, Sonstiges |                      | ab 1997 als Unternehmen Valtra, ab 2004 Bestandteil von AGCO                   |
| Valzelli                                | Borgosatollo (Italien)           |                        | Güllefässer, Kipper, Miststreuer                                                                                               |                      |                                                                                |
| Vassalli Fabril                         | Firmat (Argentinien)             | seit 1947              | Mähdrescher |                      |                                                                                |
| VDW Constructie                         | Waarschot, Belgien               |                        | Güllemixer, Grubber, Ladetechnik                                                                                               |                      |                                                                                |
| Veenhuis                                | Raalte (Niederlande)             | seit 1938              | Güllefässer, Ladewagen |                      | Vertrieb teils über Kverneland; fusionierte mit Schuitemaker 2019 zur SV Group |
| Maschinenfabrik Ventzki                 | Eislingen (Deutschland)          | 1907 bis 1983          | Landmaschinen |                      | Beendigung der Geschäftstätigkeit                                              |
| Veles Eurotrade GmbH                    | NRW (Deutschland)                | seit 2010              | Bodenbearbeitung |                      |                                                                                |
| Vermeer                                 | Pella, Iowa (USA)                |                        | Grünlandtechnik, Fräsen, Recyclingmaschinen                                                                                    |                      |                                                                                |
| Vervaet                                 | Biervliet (Niederlande)          | seit 1957              | Rübenroder, Trägerfahrzeuge |                      |                                                                                |
| Vicon                                   | Nieuv Vennep (Niederlande)       | 1910 bis 1981          | Düngerstreuer, Grünlandtechnik, Ballenpressen                                                                                  |                      | Bestandteil von Kverneland                                                     |
| Vielitz                                 | Bremen (Deutschland)             | seit 1959              | Ballenwickler, Ballenzangen, Holzspalter, Brennholzsägen, Hochgrasmäher, Mulchgeräte, Salzstreuer Winterdienst, Schneeschilder |                      |                                                                                |
| Visini                                  | Calvatone, Italien               |                        | Kipper, Güllefässer |                      |                                                                                |
| Volvo AB                                | Göteborg (Schweden)              | 1927 bis 1979          | Traktoren, Mähdrescher |                      | Zusammenschluss mit Valmet                                                     |
| Volmer Engineering GmbH                 | Hörstel-Riesenbeck (Deutschland) | seit 2014              | Bodenbearbeitungsgeräte, Gülletechnik, Gülleeinarbeitungsgeräte                                                                |                      |                                                                                |
| Vredo                                   | Dodewaart (Niederlande)          | etwa 1975              | Gülletechnik, Selbstfahrer, Direktsaatmaschinen                                                                                |                      |                                                                                |
| Vogel & Noot Landmaschinen GmbH & Co KG | Wartberg im Mürztal (Österreich) | 1872 bis 2016          | Bodenbearbeitung, Pflanzenschutz                                                                                               |                      | Pflugproduktion zu Amazone                                                     |
| Von der Heide                           | Deutschland                      |                        | Futtermischwagen |                      |                                                                                |
| Voor Planter (Marais Engineering)       | Kapstadt (Südafrika)             | seit 1994              | Bodenbearbeitung, Pflanzenschutz                                                                                               |                      |                                                                                |

## W
| Name                                | Unternehmenssitz                        | Zeitraum des Bestehens | Produkte                                                                                 | Vorläuferunternehmen                                  | Nachfolgeunternehmen |
| ----------------------------------- | --------------------------------------- | ---------------------- | ---------------------------------------------------------------------------------------- | ----------------------------------------------------- | --- |
| Walker Technik GmbH & Co KG         | Schwieberdingen (Deutschland)           |                        | Futtermischwagen, Selbstfahrer                                                           |                                                       | |
| Waltanna                            | Australien                              | 1970er bis 1992        | Traktoren                                                                                |                                                       | |
| Warfama Landtechnik                 | Polen                                   |                        | Streuwagen, Hakenliftanhänger                                                            |                                                       | Ursus S.A. |
| Weidemann                           | Korbach (Deutschland)                   | seit 1960              | Radlader, Hoflader, Teleskoplader, Teleskopradlader                                      |                                                       | seit 2005 Teil von Wacker Neuson |
| Fahrzeugwerk Weidner                | Schwäbisch Hall (Deutschland)           | seit 1918              | Anhänger, Bodenbearbeitung, Miststreuer                                                  |                                                       | Weidner Reinigungssysteme GmbH (produziert keine landwirtschaftlichen Geräte mehr)                                                                              |
| Weimar-Kombinat (VEB)               | Weimar (Deutschland)                    | 1970 bis 1978          | Landmaschinen, Sonstiges                                                                 | mehrere Landmaschinenhersteller                       | Kombinat Fortschritt Landmaschinen |
| Weimar-Werk (VEB)                   | Weimar (Deutschland)                    | 1953 bis 1990          | Kartoffelroder, Bagger                                                                   | Waggonbau Weimar                                      | |
| Welger Maschinenfabrik GmbH         | Wolfenbüttel (Deutschland)              | 1899 bis 1994          | Grünlandtechnik (Rundballenpresse), Fütterungs- und Melktechnik, Anhänger                |                                                       | Ankauf 1995 durch die Lely Holding, dann abgestoßen, anschließend mit Vermeer zusammen erneut gekauft, seit 2017 AGCO // Anhängerproduktion an Rudolph verkauft |
| Werklust                            | Apeldoorn (Niederlande)                 | seit 1947              | landwirtschaftliche Radlader                                                             |                                                       | |
| Welte Fahrzeugbau                   | Umkirch (Deutschland)                   | seit 1952              | Forst- und Kommunalfahrzeuge                                                             |                                                       | |
| Richard Western                     | Framlingham Suffolk (UK)                |                        | Anhänger, Überladewagen, Miststreuer                                                     |                                                       | |
| White Motor Company                 | Oakbrook (USA)                          | 1962 bis 1980          | Traktoren, Landmaschinen, Sonstiges                                                      |                                                       | Teilkonkurs, seit 1991 Bestandteil von AGCO |
| Widder                              | Riedlingen (Deutschland)                | bis 2007               | Bodenbearbeitung                                                                         |                                                       | |
| Wielton                             | Wieluń (Polen)                          | seit 1991              | Anhänger, Güllefässer                                                                    |                                                       | |
| Wienhoff                            | Bawinkel (Deutschland)                  | ca. 1940               | Anhänger, Güllefässer                                                                    |                                                       | |
| Wimat                               | Molenbeek-Wersbeek (Belgien)            | 1995                   | Strohpressen, Kleingeräte                                                                |                                                       | |
| Wintersteiger                       | Ried im Innkreis (Österreich)           | seit 1953              | Parzellenmähdrescher, Parzellensämaschinen                                               |                                                       | |
| Wirtz Landtechnik                   | Süsterseel (Deutschland)                | ca. 1980-ca. 2003      | Fronthubwerke, Frontzapfwellen                                                           |                                                       | 2002 in LTW GmbH umbenannt |
| WKM                                 | Ultrum, Niederlande                     | bis 1996               | Selbstfahrer, Rübenvollernter                                                            |                                                       | Agrifac |
| Wladimirski Traktorny Sawod (WTS)   | Wladimir, Russland                      | 1943–2018              | Traktoren, Dieselmotoren                                                                 |                                                       | 2018 aufgelöst (Insolvenz) |
| WM Kartoffeltechnik                 | Mönchengladbach-Güdderath (Deutschland) | 2004 bis 2012          | Beetseparierer, Krautschläger, Häufelgeräte, Reihenfräsen, Legemaschinen, Kartoffelroder | Friesen Landtechnik, Haller-Gruppe                    | 2012 von Ropa übernommen |
| R. Wolf AG                          | Magdeburg-Buckau (Deutschland)          | 1862 bis 1928          | Landmaschinen, Dampflokomobilen                                                          |                                                       | Maschinenfabrik Buckau R. Wolf |
| Wolgogradski Traktorny Sawod (WgTS) | Wolgograd, Russland                     | 1926 bis 2015          | Traktoren, Militärtechnik                                                                | bis 1961 als Stalingradski Traktorny Sawod bezeichnet | |
| Woods Equipment                     | Oregon (Illinois), USA                  |                        | Mähwerke, Mulcher, Fräsen, Scheibeneggen, Sämaschinen, Frontlader                        |                                                       | seit 2011 Teil von Blount International |
| Wühlmaus GmbH                       |                                         |                        | Kartoffelroder, siehe auch WM Kartoffeltechnik                                           |                                                       | |

## X
| Name | Unternehmenssitz                      | Zeitraum des Bestehens | Produkte            | Vorläuferunternehmen | Nachfolgeunternehmen |
| ---- | ------------------------------------- | ---------------------- | ------------------- | -------------------- | -------------------- |
| XCMG | Xuzhou, Jiangsu (Volksrepublik China) | seit 1943              | Radlader, Traktoren |                      |                      |

## Y
| Name | Unternehmenssitz                     | Zeitraum des Bestehens | Produkte                                                | Vorläuferunternehmen | Nachfolgeunternehmen |
| ---- | ------------------------------------ | ---------------------- | ------------------------------------------------------- | -------------------- | -------------------- |
| YTO  | Luoyang, Henan (Volksrepublik China) | seit 1955              | Traktoren, Mähdrescher, Raupenschlepper, Anbauwerkzeuge |                      |                      |

## Z
| Name                          | Unternehmenssitz                     | Zeitraum des Bestehens | Produkte                                                                                | Vorläuferunternehmen              | Nachfolgeunternehmen                                              |
| ----------------------------- | ------------------------------------ | ---------------------- | --------------------------------------------------------------------------------------- | --------------------------------- | ----------------------------------------------------------------- |
| Zaccaria Rimorchi s.r.l       | Montese, Italien                     | seit 1960              | Kipper, Anhänger                                                                        |                                   |                                                                   |
| Zago s.r.l                    | Campo S. Martino (Italien)           |                        | Futtermischwagen, Selbstfahrer                                                          |                                   |                                                                   |
| ZDT                           | Nové Veselí (Tschechische Republik)  | seit 1993              | Anhänger, Miststreuer, Düngerstreuer                                                    |                                   |                                                                   |
| ZEI Zukowo Sp. z o.o.         | Polen                                |                        | Bodenbearbeitung                                                                        |                                   |                                                                   |
| Zetor                         | Brünn (Tschechische Republik)        | seit 1946              | Traktoren, Sonstiges                                                                    |                                   |                                                                   |
| Ziegler Landtechnik           | Hohenmölsen (Deutschland)            |                        | Grünlandtechnik                                                                         | Niemeyer                          | seit 2010 Produktionsstandort von AGCO                            |
| Zoomlion                      | China                                |                        | Traktoren, Mähdrescher, Zuckerrohrernter                                                |                                   |                                                                   |
| Zürn Harvesting               | Schöntal-Westernhausen (Deutschland) |                        | Parzellen-Mähdrescher, Erntevorsätze                                                    |                                   |                                                                   |
| Zuidberg                      | Noordoostpolder-Ens (Niederlande)    | seit 1984              | Frontkraftheber und -zapfwellen, Spezialgetriebe, Hydrauliksteuerungen, Raupenlaufwerke |                                   |                                                                   |
| Zunhammer Fahrzeugbau         | Traunreut (Deutschland)              | seit 1956              | Güllefässer, Selbstfahreraufbauten                                                      |                                   |                                                                   |
| P.J. Zweegers                 | Geldrop (Niederlande)                | 1937 bis 1982          | Landmaschinen; Grünlandtechnik                                                          |                                   | Bestandteil von Kverneland, seit 2009 Bestandteil der Kuhn-Gruppe |
| Zenz Land- und Forstmaschinen | Lengmoos (Deutschland)               | seit 1857              | Blockbandsägen, Silokamm (ehemals auch Frontlader)                                      | Geschäftsführung in 7. Generation |                                                                   |